# チェルトナム郡区 (ペンシルベニア州モンゴメリー郡)
チェルトナム郡区（英: Cheltenham Township）は、アメリカ合衆国ペンシルベニア州東部のモンゴメリー郡のホームルール・タウンシップである。フィラデルフィア市の北西部に接している。公式名称に「タウンシップ」という言葉を残しているが、1977年からホームルール憲章の下に統治されているので、ペンシルベニア州タウンシップ法の適用は受けない。人口の構成は80以上の人種や民族があって多様であり、チェルトナム・アベニューに沿ったテラスハウスや高層のアパートが並ぶ人口密度10,000人/平方マイル (3,861人/km2) を超える地区から、ウィンコートやエルキンスパークの歴史的な家屋と地区まで、街並みも多様である。モンゴメリーでは最も人口密度が高い自治体である。2010年国勢調査での人口は36,793 人であり、郡内では第3位、ペンシルベニア州では第27位だった。元々はフィラデルフィア郡に属していたが、1784年にモンゴメリー郡が設立されたときに、その一部になった。
チェルトナムはフィラデルフィアの中心街であるセンターシティから5マイル (8 km) に位置し、南東ペンシルベニア交通局の多くのバス路線が発着点とするチェルトナム・オゴンツ・ループがあり、またショッピングモールのチェルトナム・スクエア・モールもある。フィラデルフィア都心に近くアクセスも良いので、南東ペンシルベニア交通局の郊外部事業部ではなく、都心事業部が運行する数少ない自治体の1つである。南東ペンシルベニア交通局の地域鉄道駅は5か所にあり、本線とフォックス・チェイス線で北の郊外部に向かう全ての列車が通る重要な位置にある。ジェンキンタウン・ウィンコート駅は、ゾーンCの外では最も利用客の多い駅であり、モンゴメリー郡では最も多い。近くにあるファーンロック交通センターや、南フィラデルフィア・スポーツ施設を発着点にするブロード通り線地下鉄にも容易にアクセスできる。土地が9平方マイル (23 km2) しかない町内に127マイル  (203 km) を超える道路がある。幹線道はペンシルベニア州道309号線、同152号線、同611号線、同73号線、オールドヨーク道路、チェルトナム・アベニューであり、またフィラデルフィア市のブロード通りの北端がある。
チェルトナムはペンシルベニア州での最古クラスの町であり、豊富な歴史がある。ウォール・ハウスは州内でも連続して居住されている最古の家屋である。南北戦争の時には、キャンプ・ウィリアム・ペンと呼ばれる黒人兵士のための州内で唯一の訓練場があった。また地下鉄道 (秘密結社) の主要駅もあった。オールドヨーク道路と鉄道が早く発展してチェルトナムとフィラデルフィアの他地域とを結んだ。アメリカ合衆国の歴史の中でも最大級の金持が住んでいた。例えばジョン・ワナメイカー（百貨店）、ピーター・ワイドナー（鉄鋼、タバコ）、ウィリアム・ルーケンス・エルキンス（石油）、ジョン・B・ステットソン（帽子）、ヘンリー・W・ブレイアー（冷菓）、サイラス・H・K・カーティス（出版）、ジョージ・ホレス・ロリマー（新聞）がいた。その他著名な出身者としてはアメリカ野球殿堂入りしたレジー・ジャクソンや、2009年からイスラエル首相を務めるベンヤミン・ネタニヤフがいる。
フィラデルフィア近郷にあるアッパー・ダービー・タウンシップ、ハバフォード・タウンシップ、ローワー・メリオン・タウンシップ、ジェンキンタウン・ボロといった初期に発展した町と共に、20世紀半ばから後半に発展した郊外部に囲まれながら、はっきりした特徴を保持している。チェルトナムとローワー・メリオンは戦後の人口増大期以前に多くの人口があり、それ故に家屋の大多数、町、通りは20世紀初期から事実上変化しないままになっていることではモンゴメリー郡内でも数少ない町である。アメリカ合衆国国家歴史登録財に指定されている場所は町内に13か所あり、これもモンゴメリー郡内のどの町よりも多い。

## 歴史

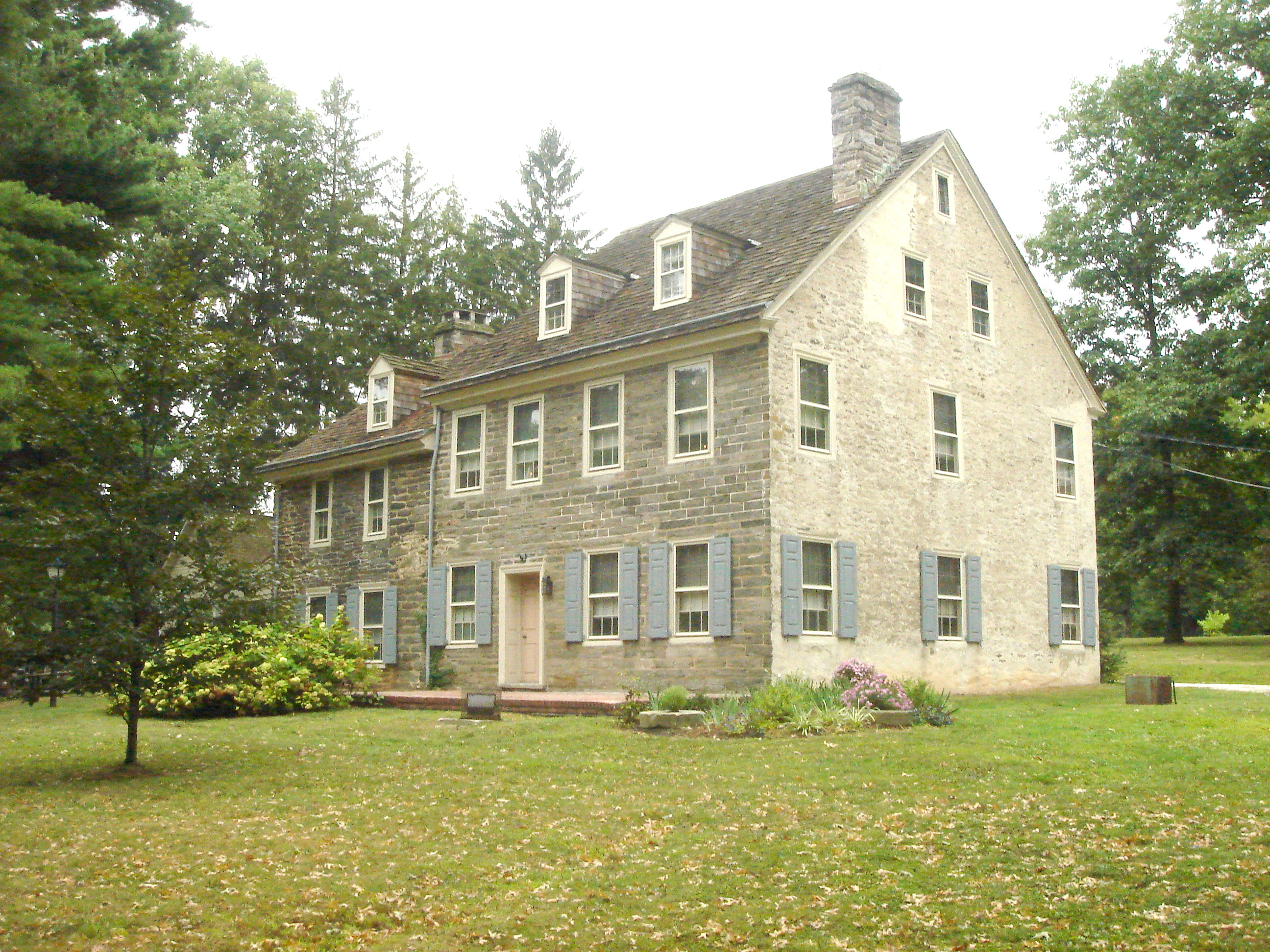
ウォール・ハウス、ペンシルベニア州最古の家屋

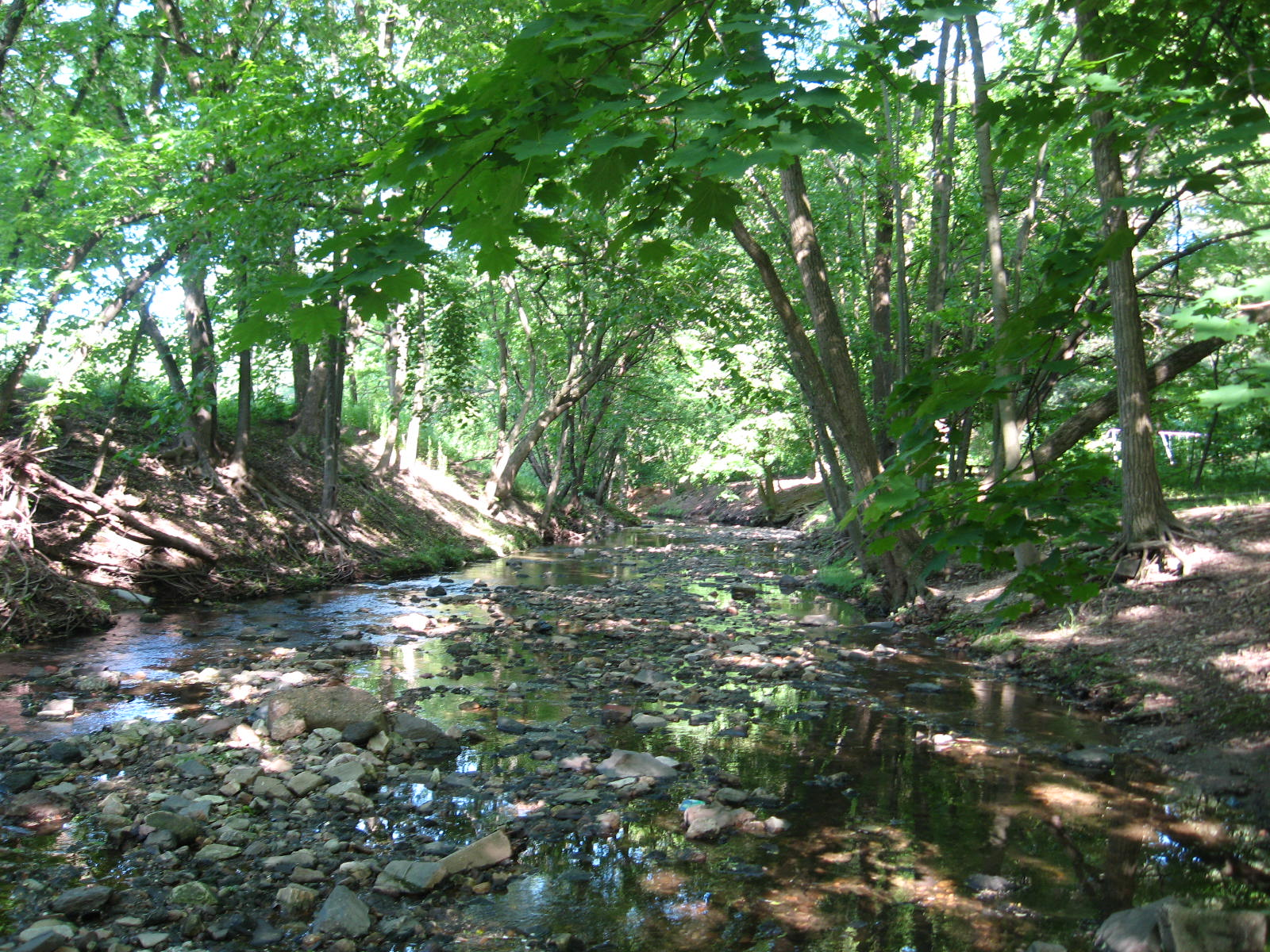
トゥッカニー・クリーク、チェルトナム設立に重要な役割を果たした

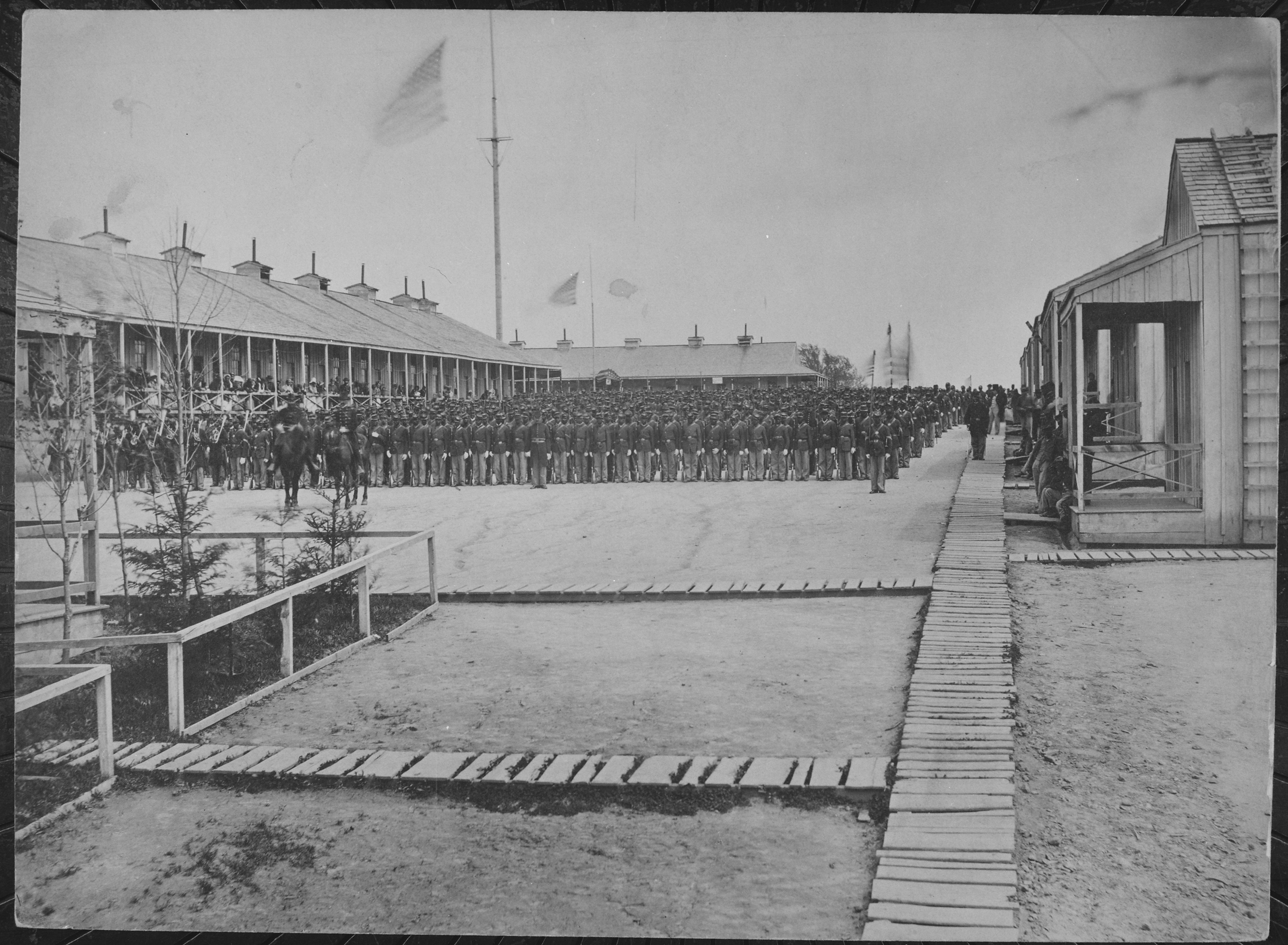
キャンプ・ウィリアム・ペンの兵士達

### 設立初期
チェルトナムは、ウィリアム・ペンから4,070エーカー (16.5 km2) の土地を購入したリチャード・ウォールなど、イングランドのチェルトナムから移って来たクエーカー教徒15人が、1682年にフィラデルフィア郡の一部として設立した。1784年にモンゴメリー郡が創設されると、チェルトナムもその中で最も小さな町として入った。
下表はチェルトナム設立者15人である。
| 指名                           | 所有地の大きさ （エーカー） | 入植日                     |
| ------------------------------ | --------------------------- | -------------------------- |
| ジョン・ウェスト               | 200                         | 1682年6月29日              |
| ネヘミア・ミッチェル           | 210                         | 1682年7月1日               |
| ジョン・デイ                   | 210                         | 1682年8月5日               |
| ウィリアム・ブラウン           | 500                         | 1683年9月10日              |
| エバラード・ボルトン           | 100                         | 1683年9月10日              |
| ジョン・アシュミード           | 250                         | 1683年9月10日              |
| トビアス・リーチ               | 150 200                     | 1683年9月10日              |
| リチャード・ウォール・シニア   | 100 200                     | 1683年5月2日 1683年9月10日 |
| リチャード・ウォール・ジュニア | 100                         | 1683年9月10日              |
| パトリック・ロビンソン         | 200                         | 1683年11月5日              |
| ジョン・ラッセル               | 300                         | 1683年11月5日              |
| ウィリアム・フランプトン       | 500                         | 1683年1月13日              |
| メアリー・ジェファーソン       | 300                         | 1683年1月13日              |
| トマス・フィリップス           | 300                         | 1683年6月13日              |
| ハンフリー・マレー             | 250                         | 1683年5月23日              |
| 合計                           | 4070                        |                            |

チェルトナムはその歴史の初期からトゥッカニー・クリーク沿いにできた様々な工場の発展によってその成長が加速された。これら工場の周りに町や村が成長し、現在あるチェルトナムの中の地区を形成した。最初の製粉所は1690年にリチャード・ダングワースが建てたものだった。この製粉所は所有者が数代変わり、最後はローランド家が国内でも第2位の生産者になった。この製粉所は1929年に解体された。
町内のラ・モット地区は南北戦争の時に、キャンプ・ウィリアム・ペンと呼ばれるアメリカ陸軍（北軍）に徴兵された黒人兵士のための州内で唯一の訓練場になった。これらの兵士はロバート・E・リー将軍の降伏に同席し、エイブラハム・リンカーン大統領の暗殺者ジョン・ウィルクス・ブースを追跡し、リンカーン大統領の棺を担いだ。アメリカ有色人種第3連隊がキャンプ・ウィリアム・ペンで訓練された最初の部隊となった。出征するときに兵士がパレードを行うのが伝統であるが、当時のフィラデルフィアは人種差別者の多い町でもあり、政府はそのパレードが暴動を起こす可能性もあると考え、中止させた。キャンプの指揮官ルイス・ワグナー大佐はこれに怒り、次に出征する連隊は確実にパレードを行えるようにした。

### 荘園の発展

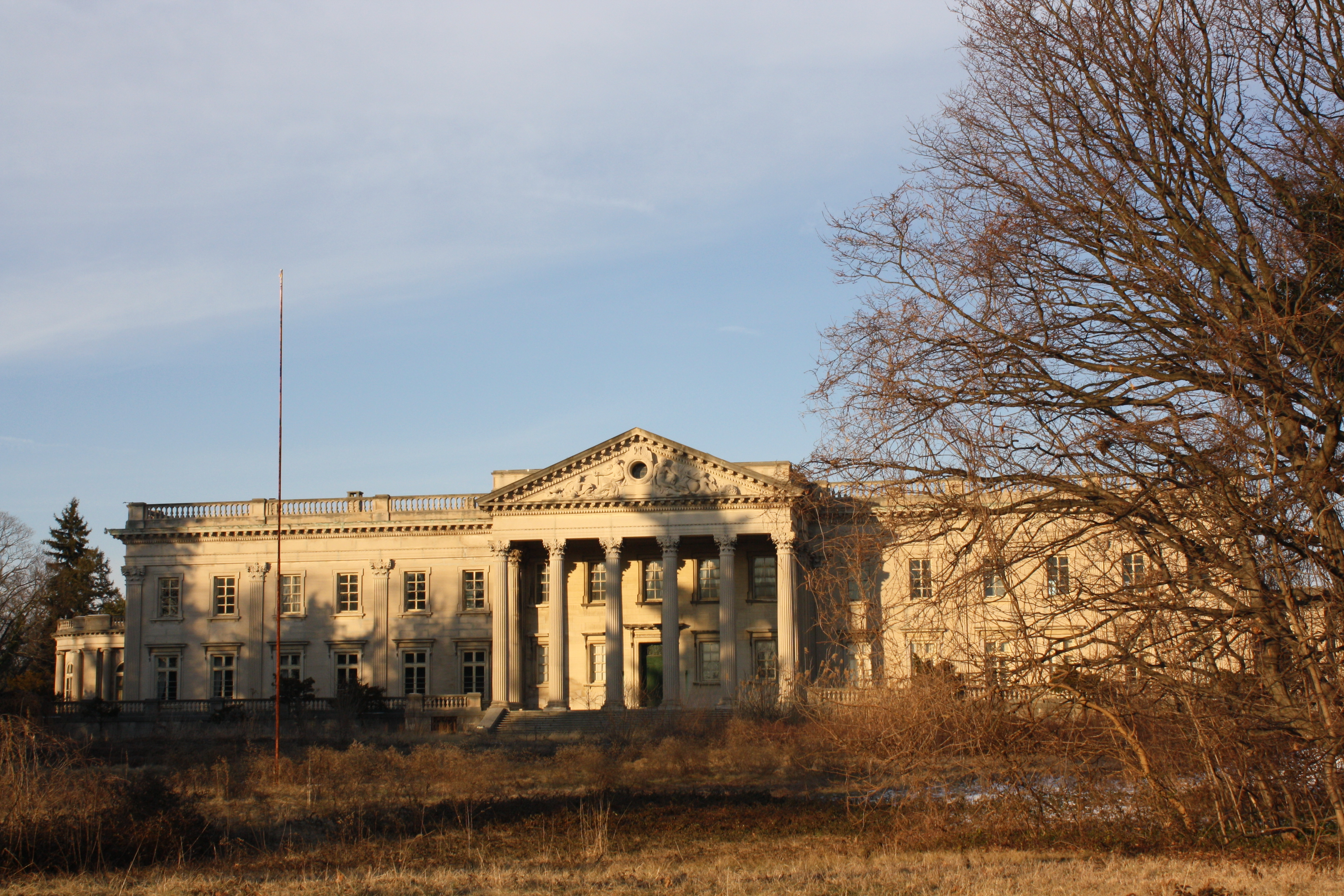
リンウッド・ホール、ピーター・ワイドナー邸、ホレス・トラムバウアー設計

19世紀後半から20世紀初期、チェルトナムはフィラデルフィアの都市圏でも著名な町として確立していた。鉄道の大立者ジェイ・クックがチェルトナムにその邸宅を建てた最初期の人物だった。その200エーカー (800,000 m2) ある荘園は1883年に学校に転換され、その後解体された。ジョン・ワナメイカーはその邸宅であるリンデンハーストを建てたが、1907年の火事で焼失した。二代目のリンデンハーストは1944年に起きた2回目の火事でこれも焼失した。ヘンリー・ブライアー・ジュニアはワナメイカーから土地を購入した。その他この町に建てられた有名な邸宅としては、エイブラハム・バーカーの「リンドン」、サイラス・H・K・カーティスの「カーティス・ホール」、ジョージ・ホレス・ロリマーの「ベルグラム」、ジョン・B・ステットソンの「イドロ」があった。現在も残っている邸宅の中で恐らく最も有名なのはワイドナー家の邸宅「リンウッド・ホール」であり、またウィリアム・ルーケンス・エルキンス邸である「エルキンス・エステイツ」や、ウィリアム・ウェルシュ・ハリソン邸である「グレイ・タワーズ・キャッスル」がある。「グレイ・タワーズ・キャッスル」はアメリカ合衆国国定歴史建造物に指定されており、チェルトナムで多くの建物や家屋を設計した建築家ホレス・トラムバウアーの設計だった。

### 現代

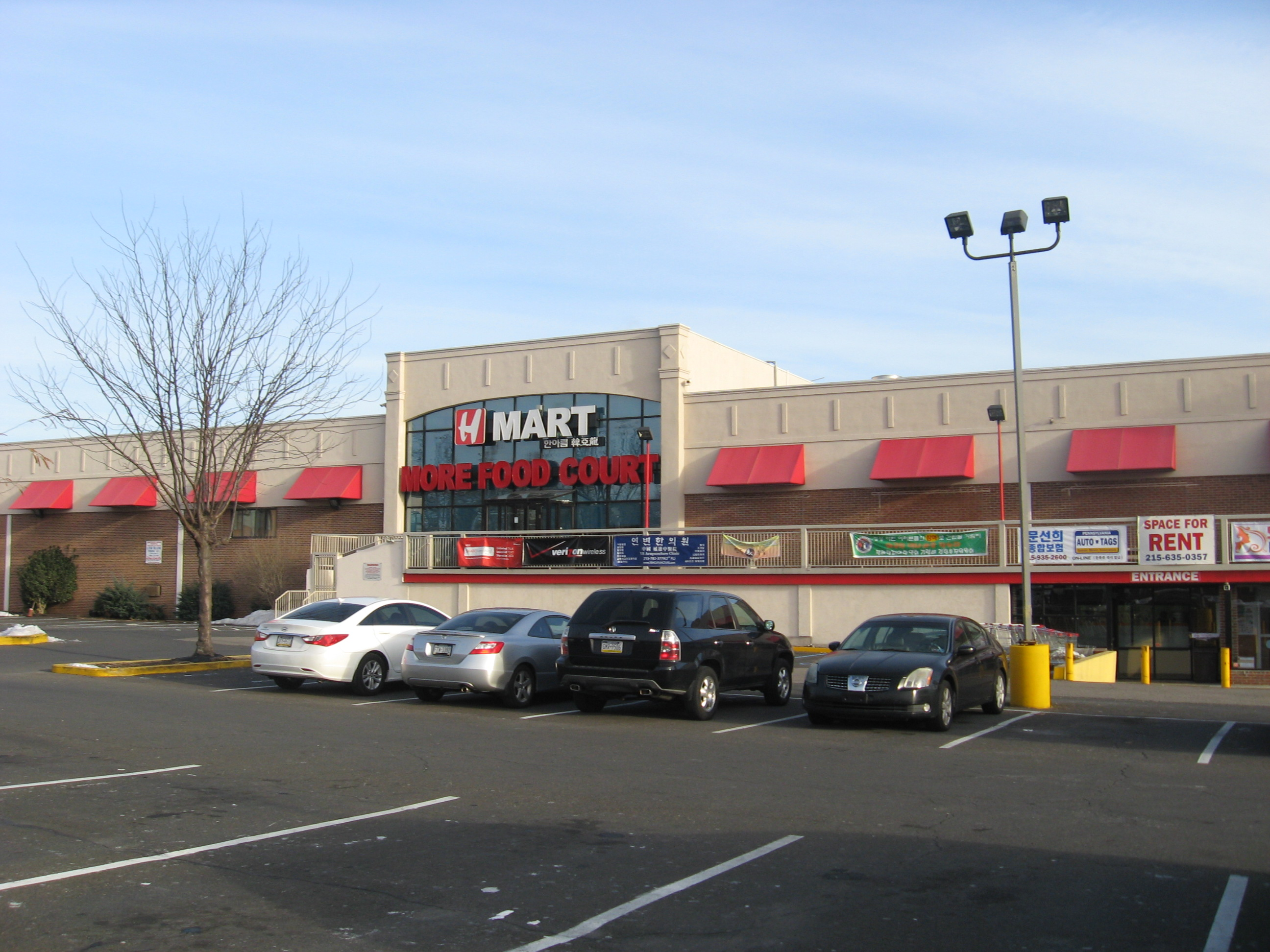
チェルトナム・アベニューのHマート、韓国系のスーパーマーケット、アッパーダービーやウェストフィラデルフィアと共に、韓国出身者の多い地域にある

金ぴか時代が終わり、不況が国内を覆うと、荘園や邸宅の多くは解体され、新たな住宅が建てられることになった。チェルトナムの歴史の初期段階で形成された町の多くは今日でもそのまま残っている。20世紀が進むと、フィラデルフィア市内の住人が市境を超えてチェルトナムに入って来た。チェルトナムに入って来た大きな集団は韓国出身者だった。当初のコリアンタウンがフィラデルフィア市内のオルニー地区にあったが、フィラデルフィア北部のローガンへ移動して来た。韓国系住民の大きな町がチェルトナムやアッパーダービー、ウェストフィラデルフィアにも造られた。様々な人種や民族がチェルトナムに流入し、デラウェア・バレーでは最大級に民族的に多様な町となった。2000年国勢調査時点で、人口構成が多様（非白人人口が20ないし60%）と考えるモンゴメリー郡内の2つしかない自治体の1つである（もう1つはノリスタウン）。人口が増加すると共に、町の特徴はフィラデルフィア著名人とその邸宅の町から、人口密度の高いテラスハウスやアパート、タウンハウスで構成される幾つかの町に転換して来た。その住民は隣接する北フィラデルフィア（特にラ・モットやチェルトナム・ビレッジの一部）から溢れてきた者だったが、ウィンコート、エルキンスパーク、メルローズパークでは過去の歴史的地区を幾らか維持している。
チェルトナムは1900年に第1級タウンシップになった。1976年、ホームルール憲章を成立させ、1977年に有効となった。
チェルトナムの歴史については下記の図書が発行されている。
- 『チェルトナム・タウンシップの歴史』、エレーヌ・ロスチャイルド著
- 『アメリカの印象、チェルトナム・タウンシップ』、オールドヨーク道路歴史協会編
- 『チェルトナム・タウンシップの回想』、ドナルド・スコット・シニア著
- 『マラソンをする: 補器ウィンコートの歴史』、トマス・J・ウィコウスキー著

チェルトナムには以前にボーイスカウトのクレードル・オブ・リバティ・カウンシルのブライアー訓練地域があった。ヘンリー・W・ブレイアーがチェルトナム住人ジョン・ワナメイカーが所有していた土地を使った。1990年に閉鎖され、現在はサラス大学が入っている。
チェルトナムの歴史には多くの誇るべき特徴があった。国内で歴史的な町を保存するためのアメリカ合衆国政府のプログラム、「プリザーブ・アメリカ・コミュニティ」に指定された。森林の管理を強調するプログラムである樹木の都市USAの会員でもある。2013年、「フィラデルフィア都市圏の中で最大級に多様で特徴があり、住みやすい町」であり、「真にその中心にある」ことで「フィラデルフィア都市圏のクラシック・タウン」に指名された。

### タウンシップの公章
チェルトナムの公章はその名前の由来となった姉妹都市イングランド、チェルトナムの公章からデザインを引用した。あらゆる公式文書、決議案、声明文、法的記録あるいは文書に記される。青い球の頂点にあるハトはチェルトナムを有名にした噴泉の設立を表している。その下にはオークの葉のリースがある。2冊の本は、教育、特にペイツ・グラマースクールとチェルトナム・カレッジを表している。中央にある銀の十字は信仰を表している。その下の2羽のハトは温泉に集まる群れを表している。最後にオークの木がチェルトナムのプロムナードと通りを縁どる多くのオークの木を表している。

## 地理

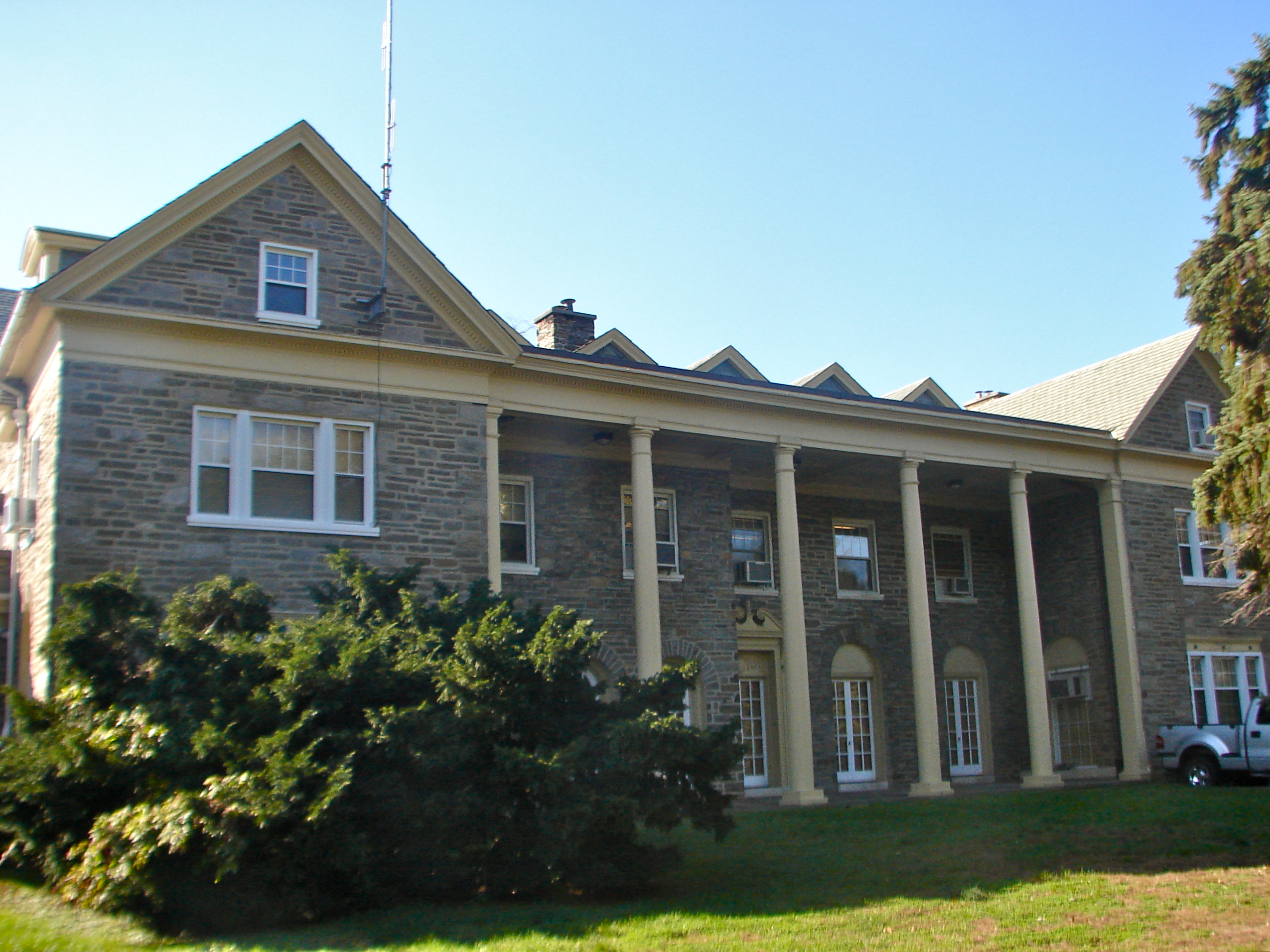
チェルトナム行政ビル、オールドヨーク道路

チェルトナムはモンゴメリー郡の南東外れにある住宅街タウンシップであり、モンゴメリー郡はペンシルベニア州の南東にある（地元ではデラウェア・バレーと呼ばれる）。モンゴメリー郡内でフィラデルフィア市に接する6つの自治体の1つであり、フィラデルフィア市センターシティからは北東に5マイル (8 km) に位置している。町の北はアビントン・タウンシップやジェンキンタウン・タウンシップに、西側はスプリングフィールド・タウンシップに接している。
アメリカ合衆国国勢調査局に拠れば、領域全面積は9.0平方マイル (23 km2)である。うねりのある丘陵部が続き、その間を流れる水路が幾つかある。その中でもトゥッカニー・クリークが著名である。標高の最高地点はサンセット道路とリンドリー道路の交差点で、411フィート (125 m) であり、最低地点は町の南東部でトゥッカニー・クリークがフィラデルフィア市内に入る場所の63フィート (19 m) である。国勢調査指定地域としてアーカディア大学、グレンサイド、ウィンコートが町の中に入っている。その他未編入の町はチェルトナム、エルキンスパーク、メルローズパーク、ラ・モット、ラバロック、エッジヒル、シーダーブルックがある。チェルトナム・アベニューでフィラデルフィア市との境を形成している。

### チェルトナムの町内にある地区
| 名称e            | 種         | 広さ（平方マイル） | 人口（人） | 人口密度（人/平方マイル） | 郵便番号 |
| ---------------- | ---------- | ------------------ | ---------- | ------------------------- | -------- |
| アーカディア大学 | CDP        | 0.057              | 595        | 10,438.6                  | 19038    |
| チェルトナム     | 未編入の町 | 0.43               | 4,810      | 5,705                     | 19012    |
| エルキンスパーク | 未編入の町 | 2.1                | 9,260      | 4,630                     | 19027    |
| グレンサイド     | CDP        | 1.3                | 8,384      | 6,449.2                   | 19038    |
| ラ・モット       | 未編入の町 | 0.261              | 3554       | 13,616.7                  | 19027    |
| メルローズパーク | 未編入の町 | 0.660              | 3,006      | 4,554.5                   | 19027    |
| ウィンコート     | CDP        | 0.8                | 3,044      | 3,805                     | 19095    |

ラバロック、エッジヒル、シーダーブルックの正確な人口と面積は不明である。

## 人口動態
| 人種                   | 比率  |
| ---------------------- | ----- |
| 白人                   | 49.5% |
| 黒人                   | 34.6% |
| アジア系               | 6.9%  |
| ヒスパニック・ラテン系 | 5.2%  |
| その他                 | 3.8%  |

2010年国勢調査時点での人種別人口構成は、白人56.6%、黒人32.8%、インディアン0.2%、アジア系7.7%、混血2.5%、ヒスパニック系3.9%となっていた。家族当たり収入の中央値は72,584米ドルであり、モンゴメリー郡の平均値76,380米ドルより僅かに低い。モンゴメリー郡内62自治体の中では第37位にある。
黒人人口が1万人を超えることではモンゴメリー郡内の2自治体の1つであり、チェルトナムでは11,426人、ノリスタウンで12,310人だった。次に来るのがアビントンの6,850人であり、その2倍に近い。インディアンの数でもノリスタウンが第1位、チェルトナムが第2位である。
以下は2000年国勢調査による人口統計データである。
| 基礎データ - 人口: 36,875 人（2000年から9.7%成長） - 世帯数: 14,346 世帯 - 家族数: 9,640 家族 - 人口密度: 1,576.7人/km2（4,083.1 人/mi2） - 住居数: 14,897 軒 - 住居密度: 637.0軒/km2（1,649.5 軒/mi2） 人種別人口構成 - 白人: 66.45% - アフリカン・アメリカン: 24.61% - ネイティブ・アメリカン: 0.12% - アジア人: 6.44% - 太平洋諸島系: 0.06% - その他の人種: 0.79% - 混血: 1.53% - ヒスパニック・ラテン系: 1.99% 年齢別人口構成 - 18歳未満: 22.8% - 18-24歳: 8.5% - 25-44歳: 25.9% - 45-64歳: 24.1% - 65歳以上: 18.6% - 年齢の中央値: 40歳 - 性比（女性100人あたり男性の人口） - 総人口: 86.3 - 18歳以上: 81.0 | 世帯と家族（対世帯数） - 18歳未満の子供がいる: 30.4% - 結婚・同居している夫婦: 53.4% - 未婚・離婚・死別女性が世帯主: 10.6% - 非家族世帯: 32.8% - 単身世帯: 27.6% - 65歳以上の老人1人暮らし: 12.5% - 平均構成人数 - 世帯: 2.47人 - 家族: 3.05人 収入と家計 - 収入の中央値 - 世帯: 61,713米ドル - 家族: 76,792米ドル - 性別 - 男性: 50,564米ドル - 女性: 36,439米ドル - 人口1人あたり収入: 31,424米ドル - 貧困線以下 - 対人口: 5.1% - 対家族数: 3.0% - 18歳未満: 6.5% - 65歳以上: 3.2% |

## 気候
チェルトナムは温暖湿潤気候と湿潤大陸性気候区の境目にある。アメリカ合衆国の北東部にある町としてはっきりとした四季がある。夏は暖かく海岸性の熱波が来ることがある。秋は涼しく快適である。冬は寒く、たいていの日は氷点近くまで下がり、夜は氷点下になる。春は快適であり、あまり雨が降らないことが多い。
最近の吹雪では2010年2月5日から6日に30インチ (76 cm) 近い積雪があった。その2日後には新たに20インチ (50 cm) の積雪があった。
| チェルトナムの気候       | チェルトナムの気候 | チェルトナムの気候 | チェルトナムの気候 | チェルトナムの気候 | チェルトナムの気候 | チェルトナムの気候 | チェルトナムの気候 | チェルトナムの気候 | チェルトナムの気候 | チェルトナムの気候 | チェルトナムの気候 | チェルトナムの気候 | チェルトナムの気候 |
| 月                       | 1月                | 2月                | 3月                | 4月                | 5月                | 6月                | 7月                | 8月                | 9月                | 10月               | 11月               | 12月               | 年                 |
| ------------------------ | ------------------ | ------------------ | ------------------ | ------------------ | ------------------ | ------------------ | ------------------ | ------------------ | ------------------ | ------------------ | ------------------ | ------------------ | ------------------ |
| 平均最高気温 °F （°C）   | 35 (2)             | 40 (4)             | 50 (10)            | 62 (17)            | 72 (22)            | 81 (27)            | 85 (29)            | 84 (29)            | 77 (25)            | 65 (18)            | 54 (12)            | 43 (6)             | 62.3 (16.8)        |
| 平均最低気温 °F （°C）   | 19 (−7)            | 24 (−4)            | 32 (0)             | 41 (5)             | 51 (11)            | 62 (17)            | 67 (19)            | 65 (18)            | 56 (13)            | 43 (6)             | 34 (1)             | 23 (−5)            | 43.1 (6.2)         |
| 降水量 inch （mm）       | 3.44 (87.4)        | 3.01 (76.5)        | 4.32 (109.7)       | 4.12 (104.6)       | 4.37 (111)         | 4.60 (116.8)       | 5.05 (128.3)       | 3.98 (101.1)       | 4.53 (115.1)       | 3.82 (97)          | 3.94 (100.1)       | 4.23 (107.4)       | 49.41 (1,255)      |
| 出典：he Weather Channel |                    |                    |                    |                    |                    |                    |                    |                    |                    |                    |                    |                    |                    |

## 政府と政治
| 年     | 共和党      | 民主党       |
| ------ | ----------- | ------------ |
| 2012年 | 18.1% 3,783 | 80.9% 16,873 |
| 2008年 | 19.3% 4,043 | 80.0% 16,728 |
| 2004年 | 22.7% 4,690 | 77.0% 15,866 |
| 2000年 | 22.0% 4,106 | 76.0% 14,169 |
| 1996年 | 23.2% 4,040 | 70.1% 12,190 |
| 1992年 | 24.3% 4,723 | 65.0% 12,624 |

チェルトナム・タウンシップには首長が居ない。タウンシップ内7つの選挙区からそれぞれ1人が選ばれる委員で構成される行政委員会が統治している。委員の任期は4年間である。委員会の議長は委員の互選によって選ばれ、任期は1年間、タウンシップ政府の長として機能する。教育委員会は教育学区の管理にあたる。
チェルトナム・タウンシップはアメリカ合衆国下院議員の選挙でペンシルベニア州第13選挙区に属し、州議会下院では第154選挙区に、同上院では第4選挙区に属している。
住民は民主党の支持者が多く、過去6回の大統領選挙では民主党候補者が大差で制している。2012年の選挙での民主党候補支持率は80.9%であり、モンゴメリー郡内でこれより高かったのはノリスタウンの82.99%のみだった。
行政命令により、性的指向や性別を元にした差別を禁じている。このような町はペンシルベニア州のタウンシップでは7つ、全自治体では29しかなく、その1つである。

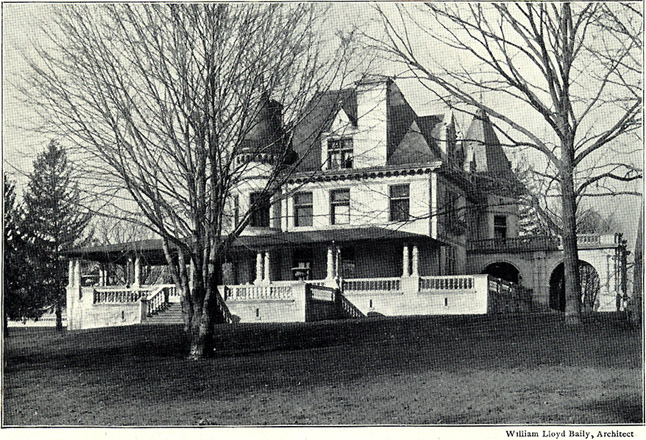
サイラス・H・K・カーティスの住宅、チェルトナムに長く住んだ

## 教育
チェルトナム・タウンシップ教育学区が町内の公共教育を管轄している。公立学校が7校あり、その他に多くの私立学校もある。幼稚園から4年生を教える小学校が4校、5年生と6年生を教えるエルキンスパーク学校、7年生と8年生を教えるシーダーブルック中学校、9年生から12年生にチェルトナム高校がある。
チェルトナムで最大の私立高校はビショップ・マクデビット高校であり、ローマ・カトリック教会フィラデルフィア大教区の管理下にある。
エルキンスパーク地区には、テンプル大学に属する概念的美術学校であるタイラー美術学校があった。また、アーカディア大学（元はビーバー・カレッジと呼ばれた）、サラス大学（元はペンシルベニア検眼カレッジと呼ばれた）、ウェストミンスター神学校、グラッツ・カレッジ、再建主義ユダヤ教に関わる唯一の神学校である再建主義ラビニカル・カレッジがある。過去に44年間オークレーン・デイスクールもあったが、現在はブルーベルに移転した。

## 交通

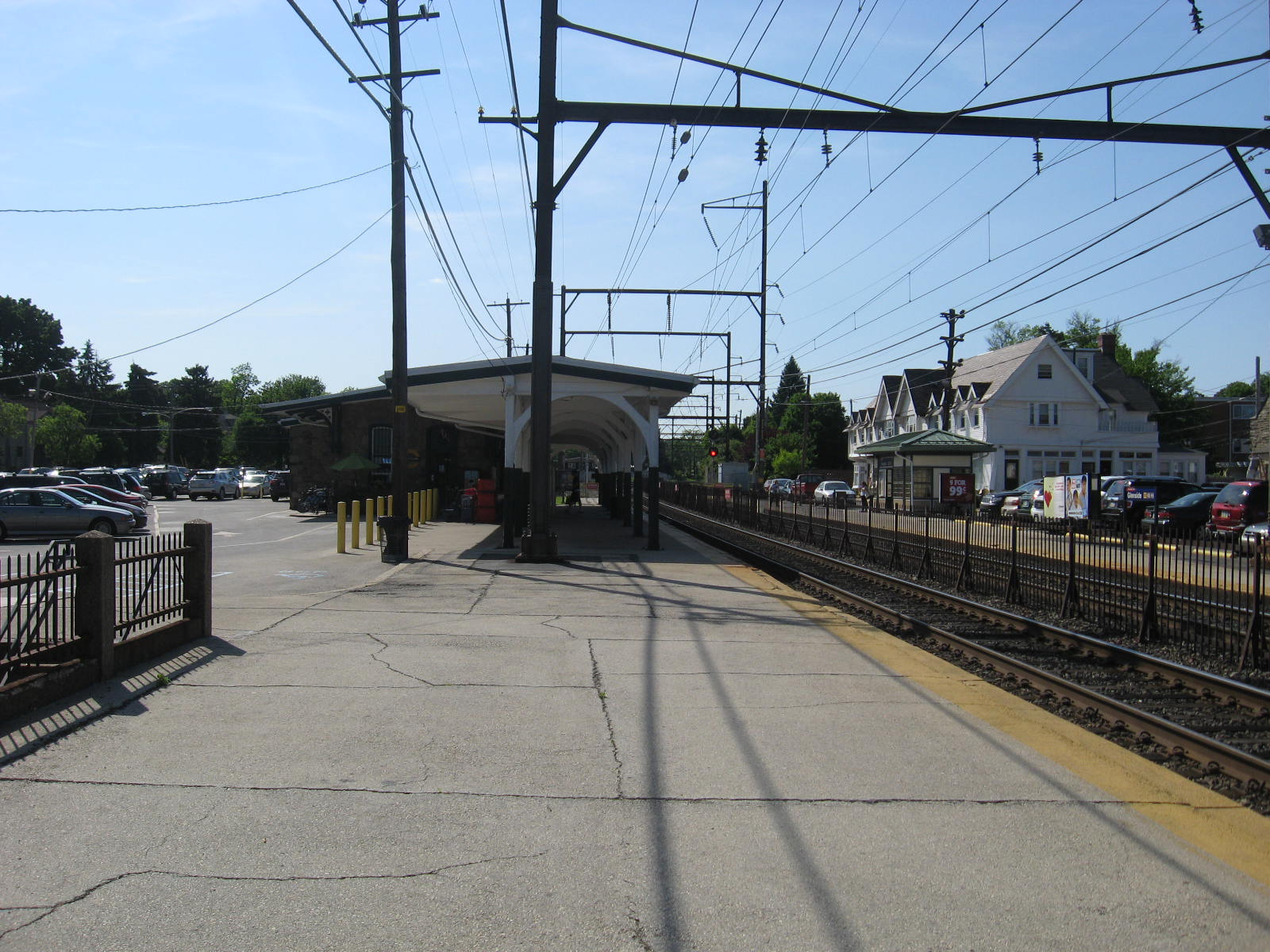
グレンサイド駅

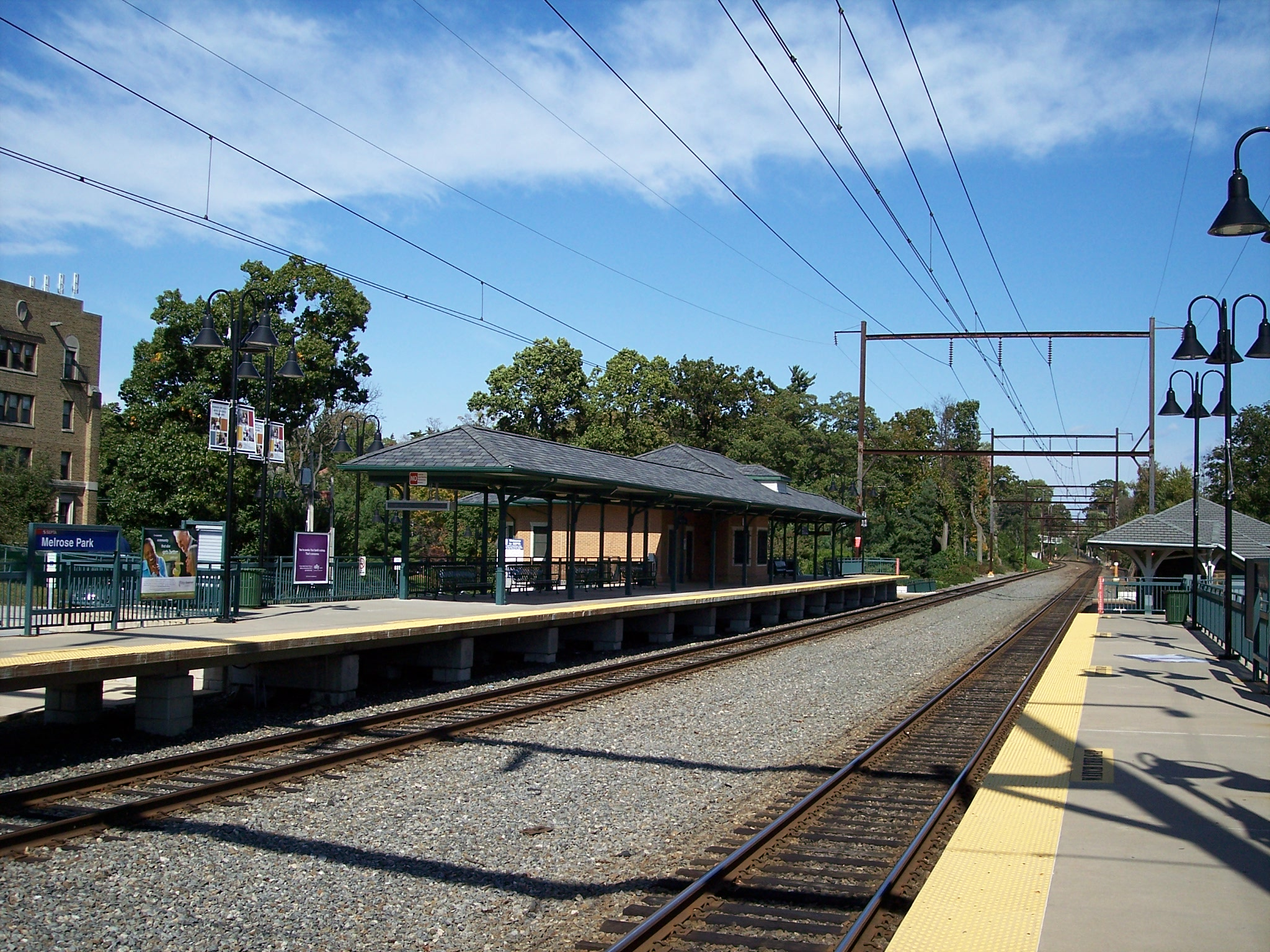
メルローズパーク駅

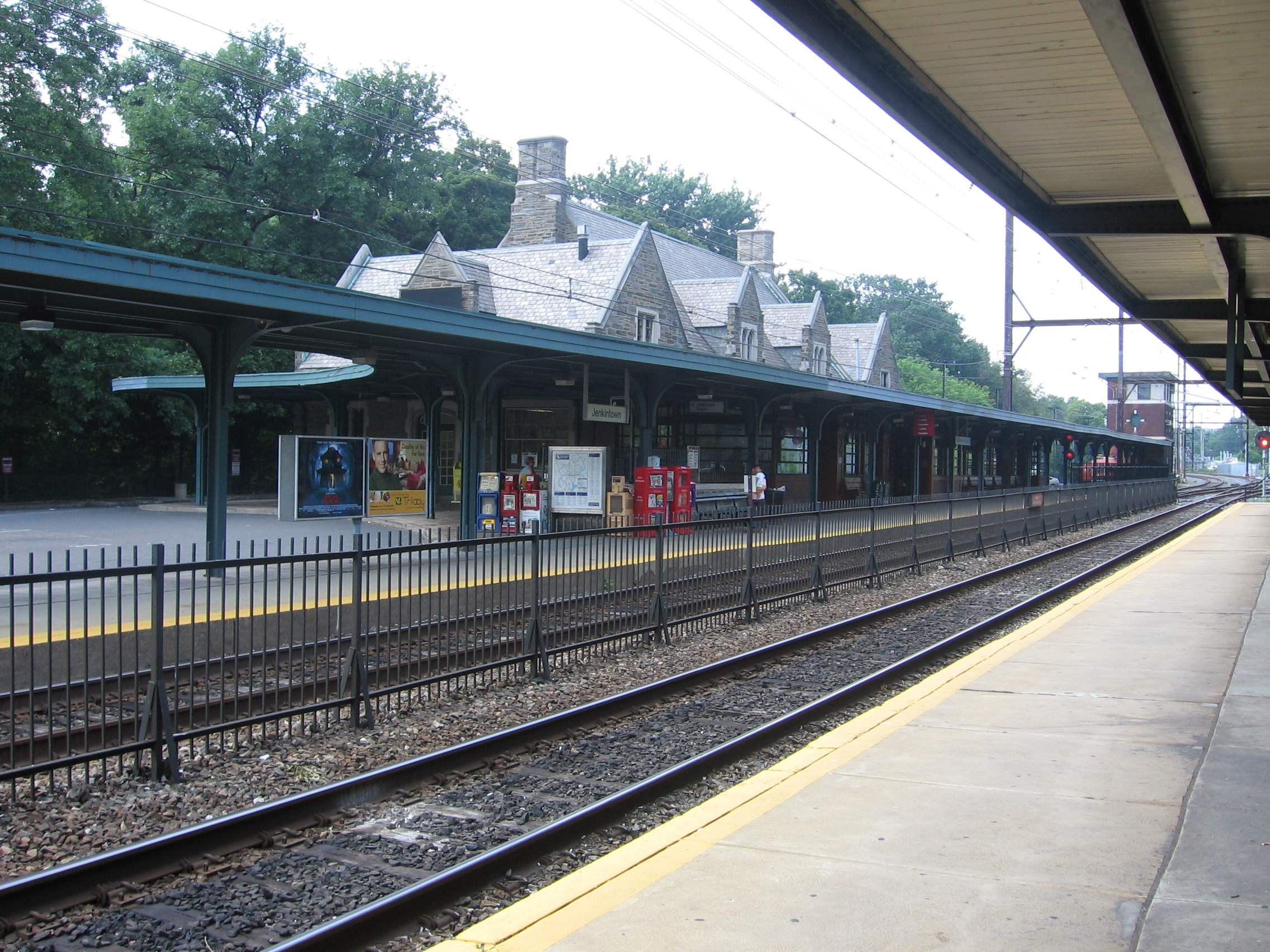
ジェンキンタウン・ウィンコート駅

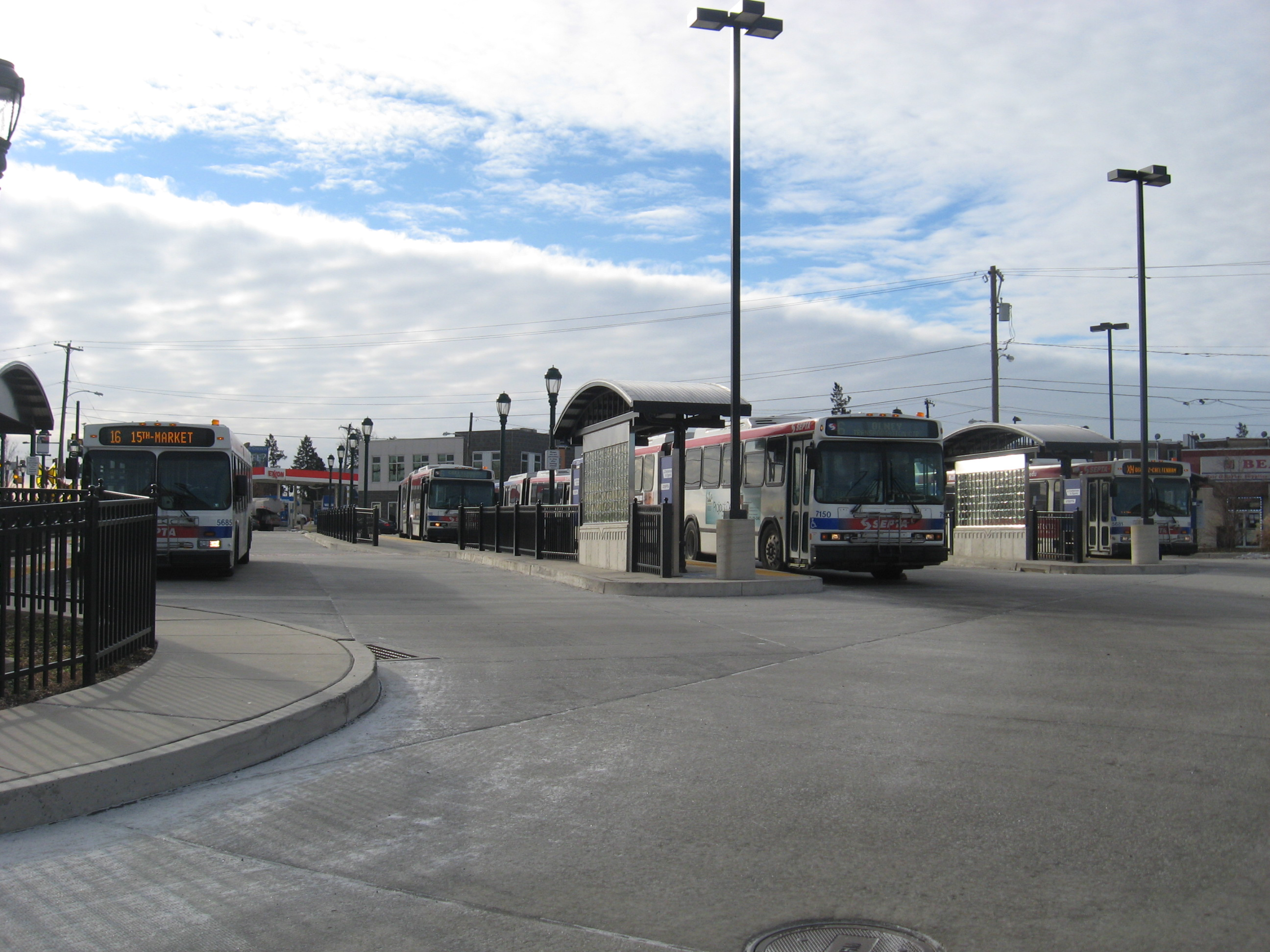
南東ペンシルベニア交通局のバス、チェルトナム・オゴンツ・バスループで発車時刻待ち

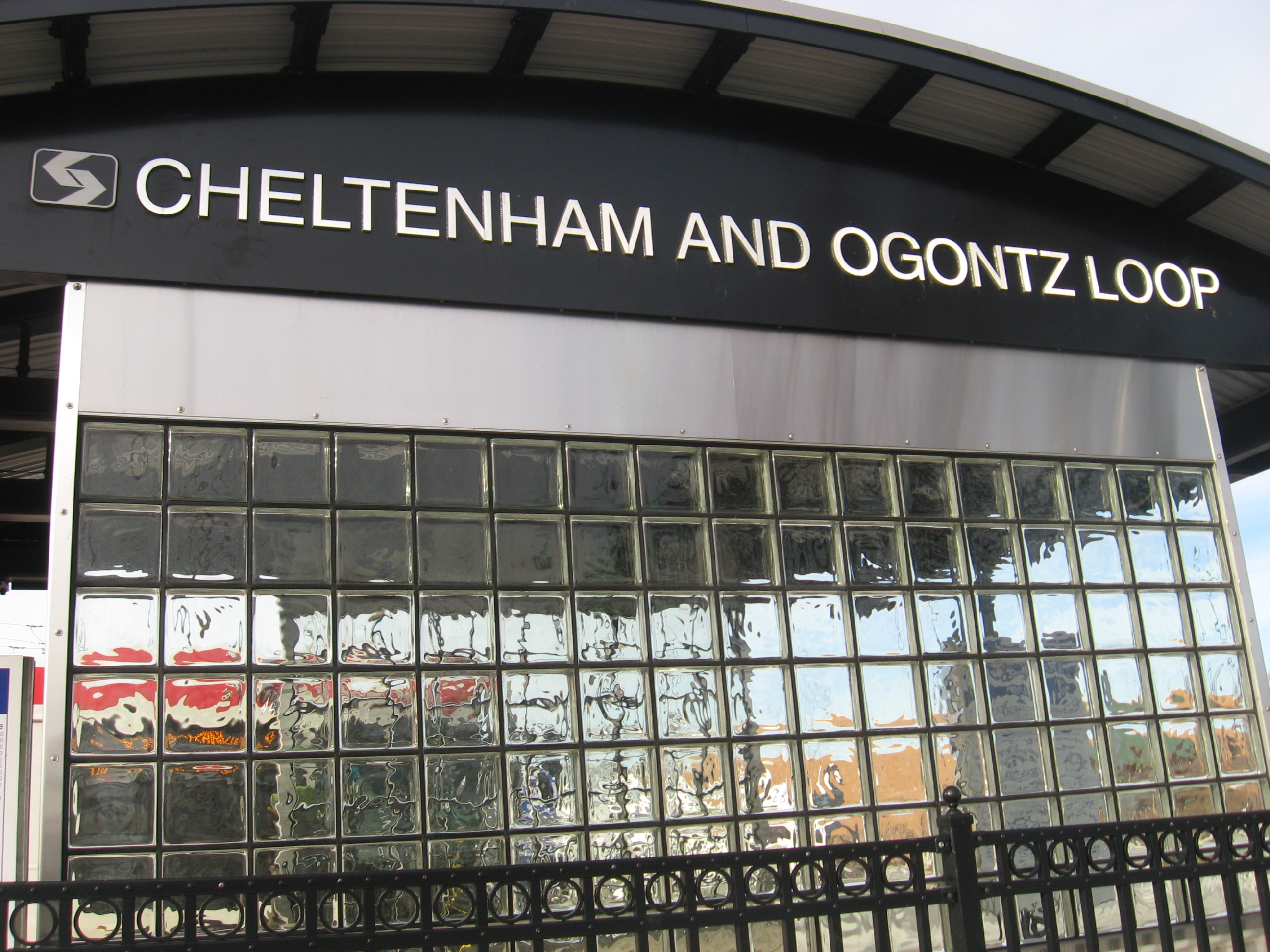
チェルトナム・オゴンツ・バスループ待合室

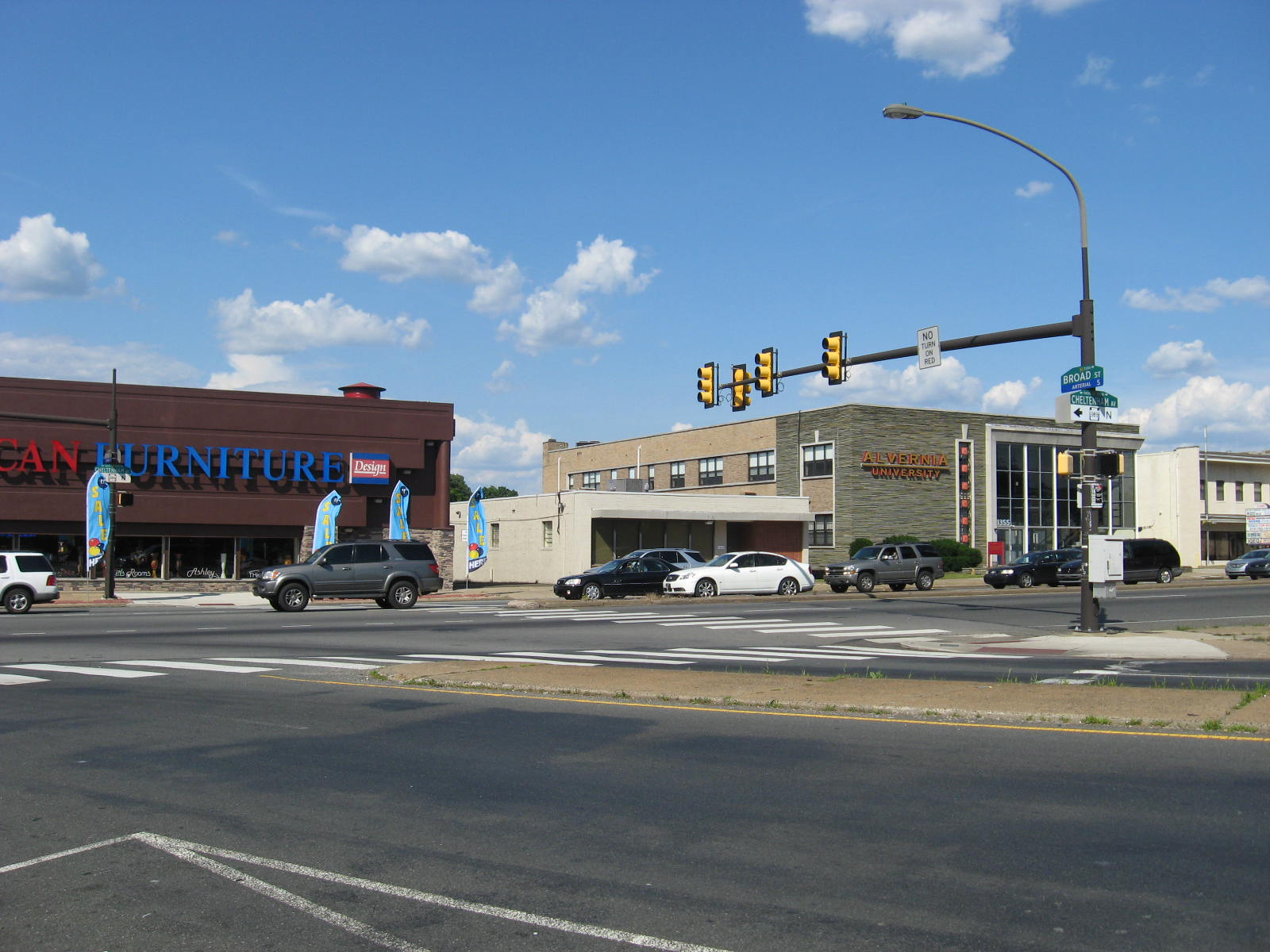
フィラデルフィア・ブロード通りの北端、チェルトナムの中にある

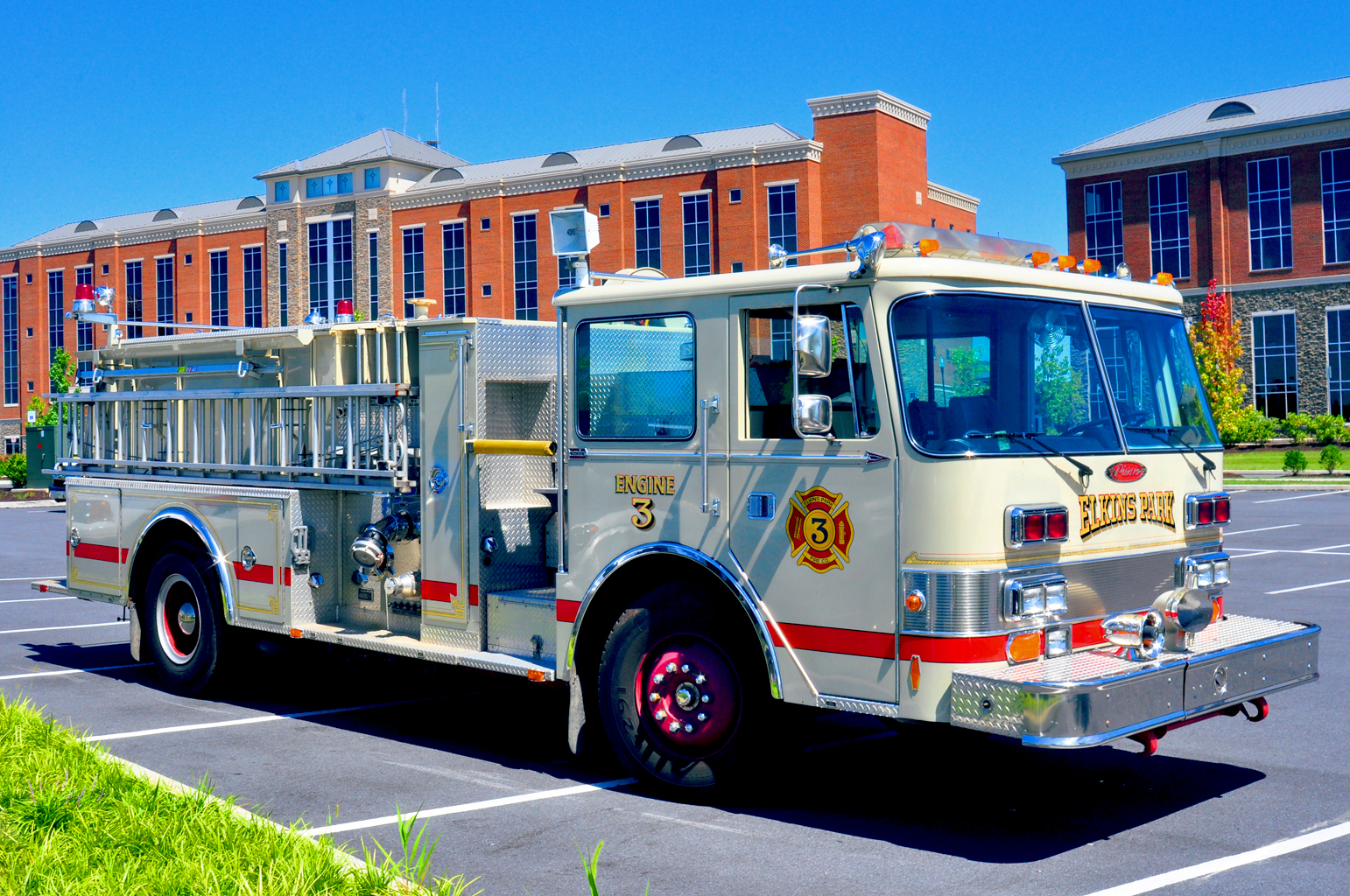
エルキンスパーク消防団の消防車、1997年撮影

### 地域鉄道
チェルトナムは南東ペンシルベニア交通局の地域鉄道では主要な拠点である。センターシティから北に行く列車は、トレントン線を除き、チェルトナムを通る。空港線、ランスデール/ドイルズタウン線、西トレントン線、ウォーミンスター線、フォックスチェイス線が通っている。チェルトナムを通ってから各線はそれぞの方向に分かれていくので、チェルトナムの駅はモンゴメリー郡内でも最も利用客数の多い駅となっている。各駅はそれが位置する地区の名前を冠している。エルキンスパーク、グレンサイド、メルローズパーク、ジェンキンタウン・ウィンコートの各駅であり、チェルトナム駅は町の境界線を跨いでいる。
| 駅名                           | 路線                                                                   | ゾーン | 接続バス路線番号 | ウィークデイの利用客数（2013年） |
| ------------------------------ | ---------------------------------------------------------------------- | ------ | ---------------- | -------------------------------- |
| チェルトナム                   | フォックスチェイス線                                                   | 2      | 70, 18, 24       | 368                              |
| エルキンスパーク               | 空港線 ランスデール/ドイルズタウン線 ウォーミンスター線 西トレントン線 | 2      | 28               | 587                              |
| ジェンキンタウン・ウィンコート | 空港線 ランスデール/ドイルズタウン線 ウォーミンスター線 西トレントン線 | 3      | 77               | 1655                             |
| メルローズパーク               | 空港線 ランスデール/ドイルズタウン線 ウォーミンスター線 西トレントン線 | 2      | 28               | 505                              |
| グレンサイド                   | 空港線 ランスデール/ドイルズタウン線 ウォーミンスター線                | 3      | 22, 77           | 1230                             |

### バス
チェルトナムの中では、南東ペンシルベニア交通局都心部事業部の多くのバス路線が走っている。バスの多くは、オゴンツ・アベニュー（ペンシルベニア州道309号線）とチェルトナム・アベニューの交差点北西角にあるチェルトナム・オゴンツ・バスループを起点にしている。このループは北フィラデルフィアから多くの買い物客を集めるチェルトナム・スクエア・モールの通り向かいにある。他にも幾つかのバス路線が町の主要な通りを走っており、また住宅街にも入っている。以下の路線がある。
- 6番系統 - チェルトナム・オゴンツからブロード通りを経由してオルニー交通センターを結ぶ
- 16番系統 - チェルトナム・オゴンツからブロード通りを経由してセンターシティの15番通りとマーケット通り（サバーバン駅）を結ぶ
- 18番系統 - 南東ペンシルベニア交通局の路線の中で3番目に利用客が多い路線[23]、シーダーブルック・ショッピングセンターとオルニーを経由してフォックスチェイスとを結ぶ
- 22番系統 - ウィロウグローブとウォーミンスターを、イーストン道路経由でオルニー交通センターに結ぶ
- 24番系統 - ロックリッジとサウサンプトンをハンティンドン・パイク経由でフランフォード交通センターとを結ぶ
- 28番系統 - ファーンロック交通センターとローン通り経由でトレスデール・コットマンとを結ぶ
- 55番系統 - ウィロウグローブとドイルズタウンをイーストン道路とオールドヨーク道路経由でオルニー交通センターに結ぶ
- 57番系統 - ホイットマンプラザと3番および4番通り経由でライジングサン/オルニーあるいはファーンロックを結ぶ
- 70番系統 - ファーンロックとコットマン・アベニュー経由でフランクフォード・グレッグを結ぶ
- 77番系統 - チェスナットヒルとタウンシップライン道路経由でルーズベルト・ブールバードとを結ぶ
- 80番系統 - ライムキルン・パイク経由でホーシャムとオルニー交通センターを結ぶ急行線
- H系統 - チェルトナム・オゴンツからウェストマウント・エアリー経由でブロード・エリーを結ぶ
- XH系統 - チェルトナム・オゴンツからジャーマンタウン経由でブロード・エリーを結ぶ

過去の路線
- C系統 - チェルトナム・オゴンツからブロード通り経由で南フィラデルフィアのギアリー・アベニューを結んでいた

チェルトナムは、バス、トロリー、地域鉄道を利用する住民の比率で、モンゴメリー郡トップ3に入っている。
2005年1月31日からアビントン・タウンシップと共に共有交通システムの運行を始めた。チェルトナム交通サービスは火曜日、木曜日、土曜に、同じルートと同じ時刻に運行する。レイドロー交通サービスが新しい契約対象なので新しいバスが使われている。他の政策や手続きは全て同じままである。アビントンでは月曜日、水曜日、金曜日に運行している。
チェルトナム交通サービスは土曜日に加えて週末に新しい自由度のある利用もできるようにしている。この変更でサービスは正味で減少するが、政府当局はこの選択がバスの総量を減らせるので都合が良いと考えている。

### 道路
チェルトナム・タウンシップには幾つかの幹線道がある。チェルトナム・アベニューが1つの幹線道であり、ペンシルベニア州道611号線や同309号線など多くの道路とのアクセスが良い。チェルトナム・タウンシップ、およびモンゴメリー郡とペンシルベニア市およびフィラデルフィア郡との市境にもなっている。このアベニューはスプリングフィールド・タウンシップに属するウィンドムーアのペーパーミル道路の西側で終わる。ペンシルベニア州道73号線も幹線道の1つであり、「教会道路」や、アビントン・タウンシップとの境界線なので「タウンシップ・ライン道路」と呼ばれる。ペンシルベニア州道309号線はチェルトナム・タウンシップの中で始まる幹線道である。多くのタウンシップを通りノクセン・タウンシップの州道29号線で終わる。州道152号線はチェルトナムで始まり「ライムキルン・パイク」と呼ばれている。テルフォードの州道309号線北端で終わる。州道611号線はフィラデルフィアに始まり、オールドヨーク道路としてチェルトナムを通る。アビントンのウィロウグローブやアッパーモアランド・タウンシップへのアクセス道路である。
フィラデルフィアの道路の多くは、オールドヨーク道路、ウィロウグローブ・アベニュー、ライムキルン・パイク、オゴンツ・アベニュー、ワシントン・アベニュー、12番通り、オークレーン、オークレーン道路、2番通り、ハズブルック・アベニュー、コットマン・アベニュー、セントラル・アベニュー、ライアーズ・アベニュー、教会道路など、チェルトナムまで入って来る。
チェルトナムはアメリカ合衆国メインストリート・プログラムを作成したことでは、ペンシルベニア州に幾つかある町の1つである。その適用を受ける場所は以下の通りである
- グレンサイド - イーストン道路のアーカディア大学から北にマウントカーメル・アベニューまで、グレンサイド・アベニューのライムキルン・パイクとケスウィック・アベニューの間、ライシズ・ミル道路とグレンサイド・アベニュー
- チェルトナム・ビレッジ - セントラル・アベニューとライアーズ・アベニューのコットマン・アベニューとオールド・ソルジャーズ道路の間、コットマン・アベニューのハズブルック・アベニューと教会道路近辺の間
- 東チェルトナム・アベニュー - 東チェルトナム・アベニューのフォックスチェイス線軌道からベルモウアー道路まで
- エルキンスパーク東 - 高校道路とモンゴメリー・アベニュー地域
- エルキンスパーク西 - オールドヨーク道路のタウンシップ・ライン道路とチェルトンヒルズ・ドライブの間、教会道路のブルックサイド道路と鉄道線の間

## 著名な出身者

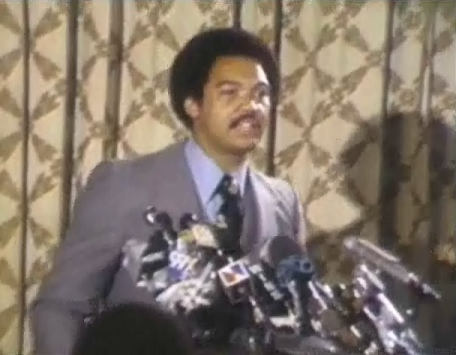
レジー・ジャクソン、チェルトナムで生まれ育った
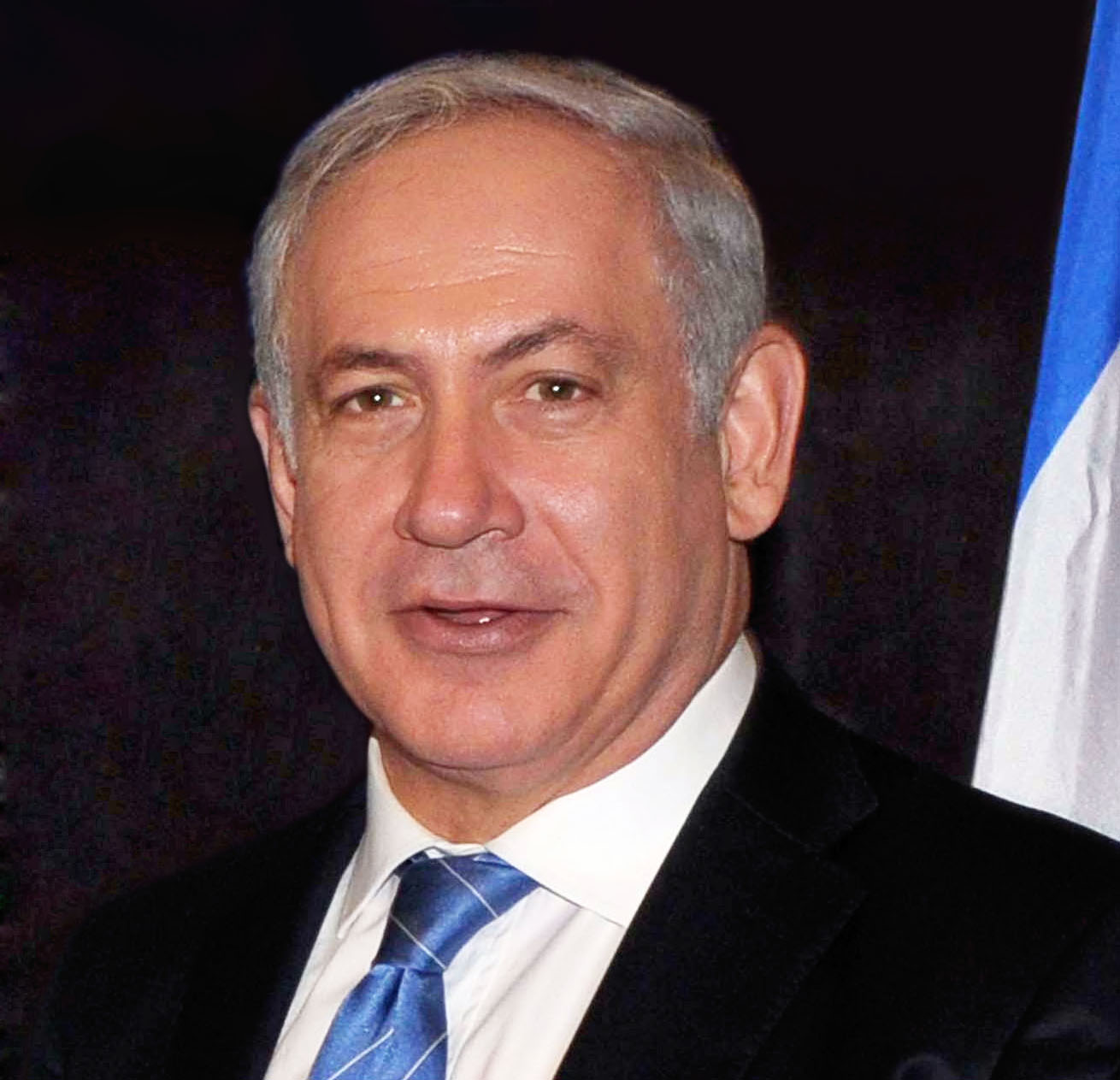
ベンヤミン・ネタニヤフ、チェルトナムで育った
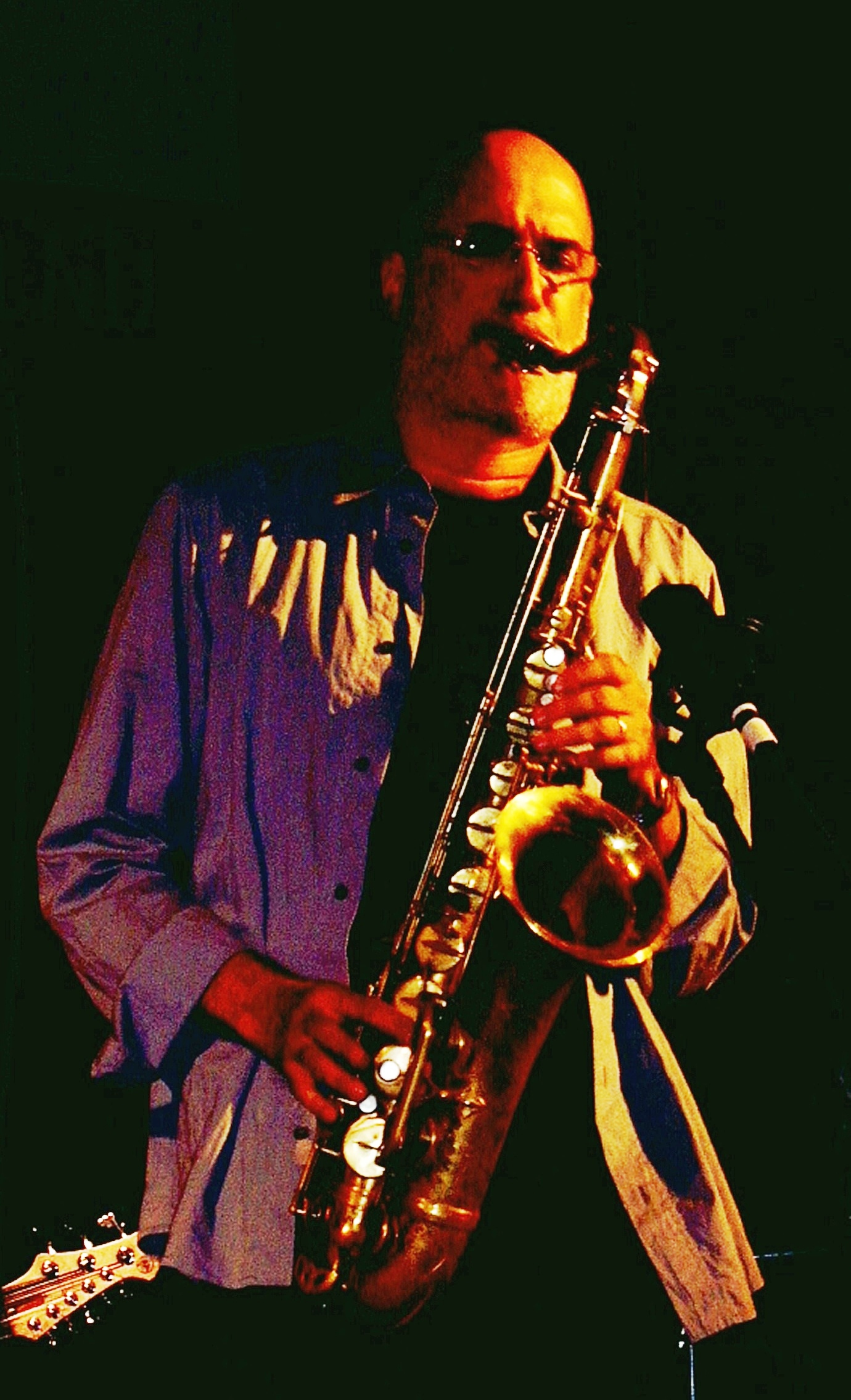
マイケル・ブレッカー、グラミー賞を15回受けた
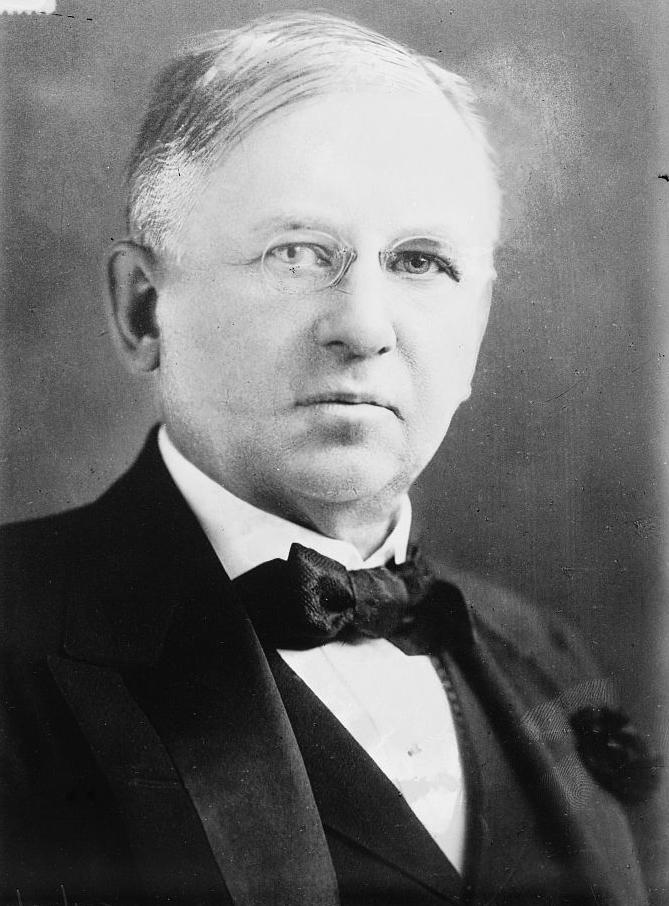
ジョン・ワナメイカー、チェルトナムに住んだ

- マイケル・ブレッカー、サキソフォン奏者
- ランディ・ブレッカー、トランペット奏者
- マイケル・ブラウン、遺伝学者、ノーベル生理学・医学賞
- ジェイ・クック、資本家、チェルトヒルズに田舎の家があった
- ビル・コスビー、コメディアン
- レジー・ジャクソン、メジャーリーグベースボール選手、アメリカ野球殿堂入り、チェルトナムで育った
- ジョン・ルーサー・ロング、弁護士、著作家、短編小説『マダム・バタフライ』（Madame Butterfly）を書いたことで知られる。これがオペラ「蝶々夫人」の原作になった
- ジェフ・ローバー、ミュージシャン
- ベンヤミン・ネタニヤフ、イスラエル首相 - 高校時代をチェルトナムで過ごした
- ヨナタン・ネタニヤフ、イスラエルの英雄、エンテベ空港奇襲作戦で死亡
- エズラ・パウンド、詩人、チェルトナムで育った
- ジョン・ワナメイカー、実業家、百貨店の父と呼ばれることもある - チェルトナムに第2の家があった
- ハリー・エルキンズ・ワイドナー、実業家、タイタニック号沈没の犠牲者、ハーバード大学のワイドナー記念図書館はこのワイドナーにちなむ命名

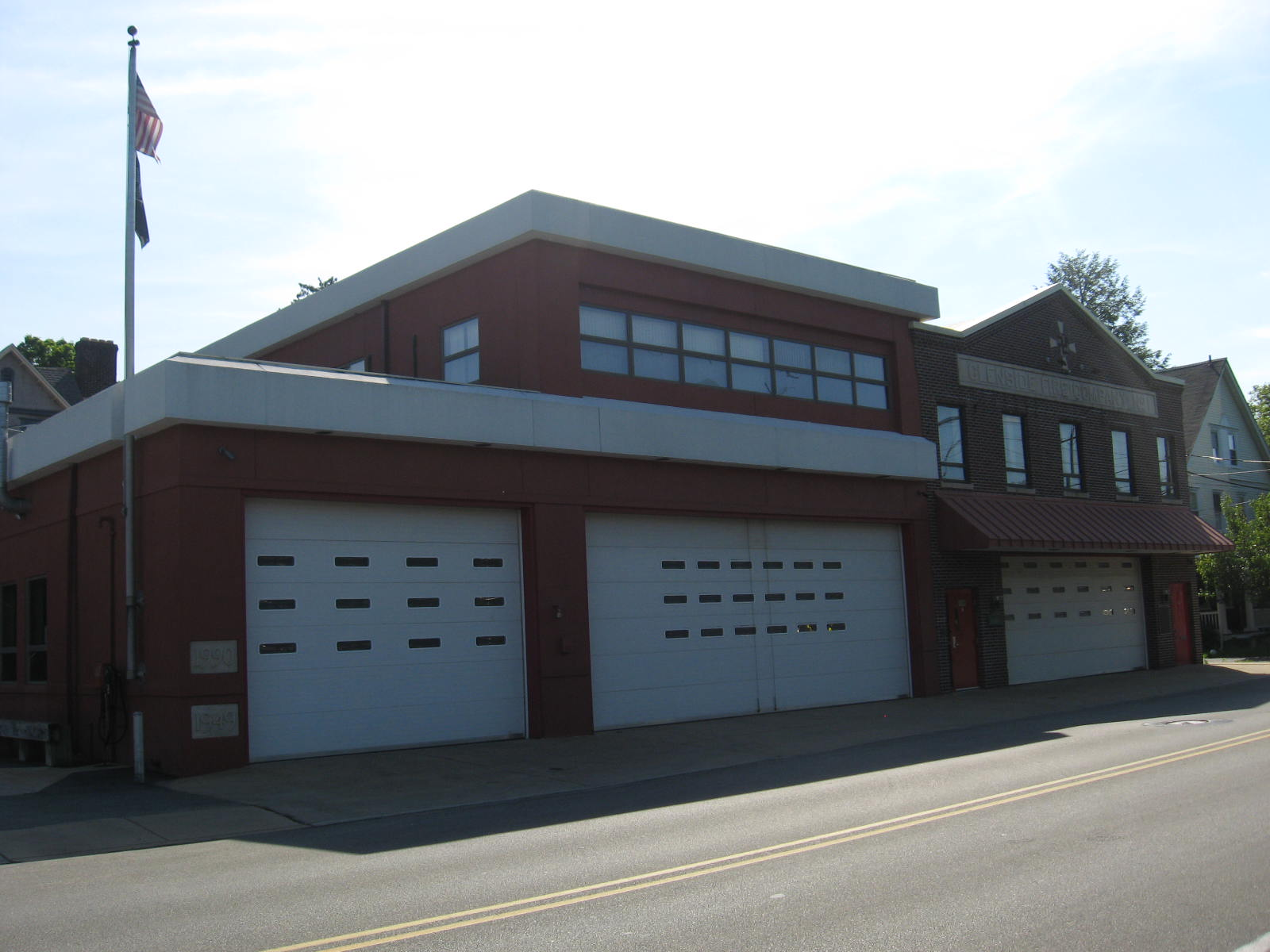
グレンサイド消防団

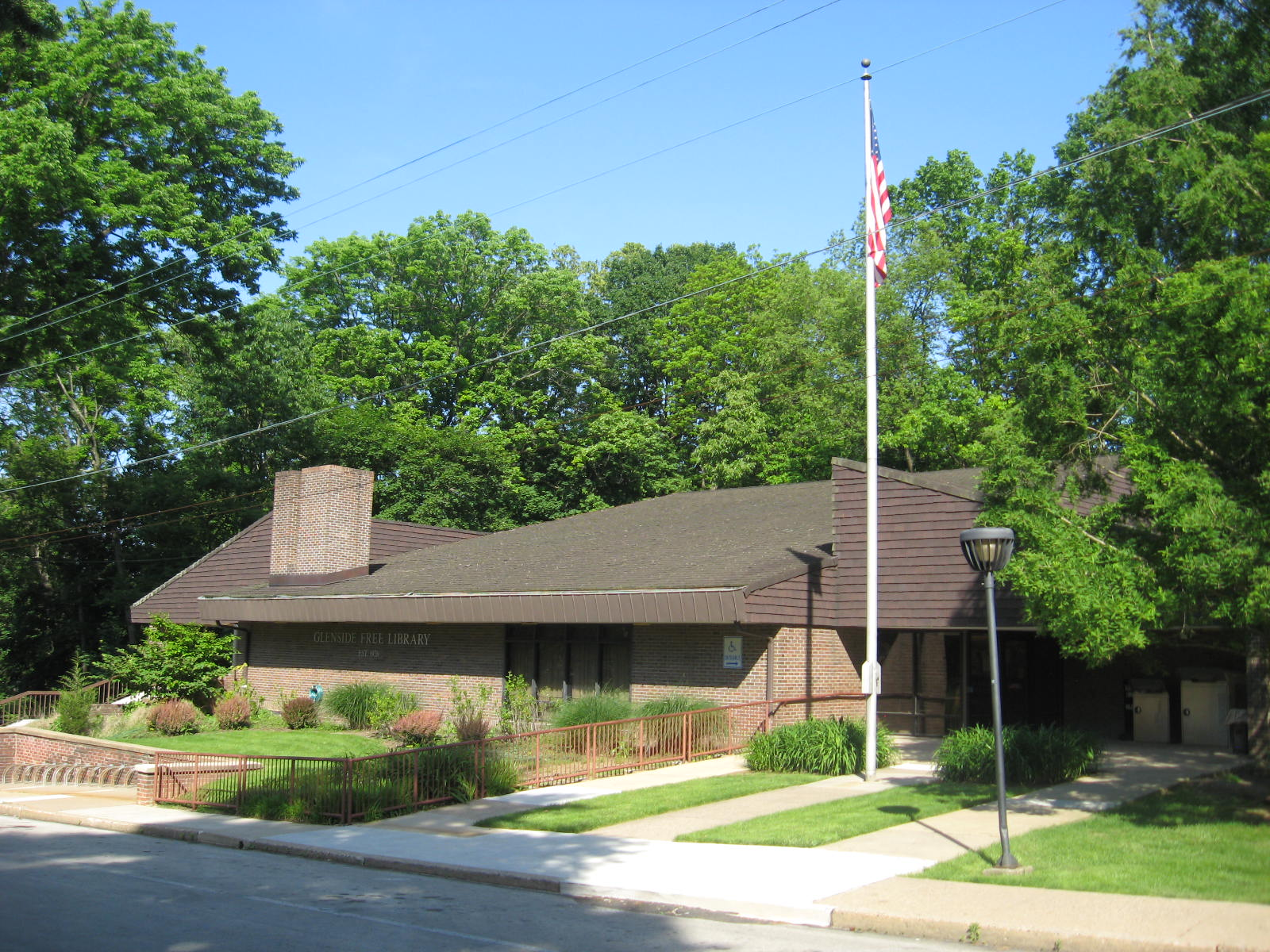
グレンサイド自由図書館

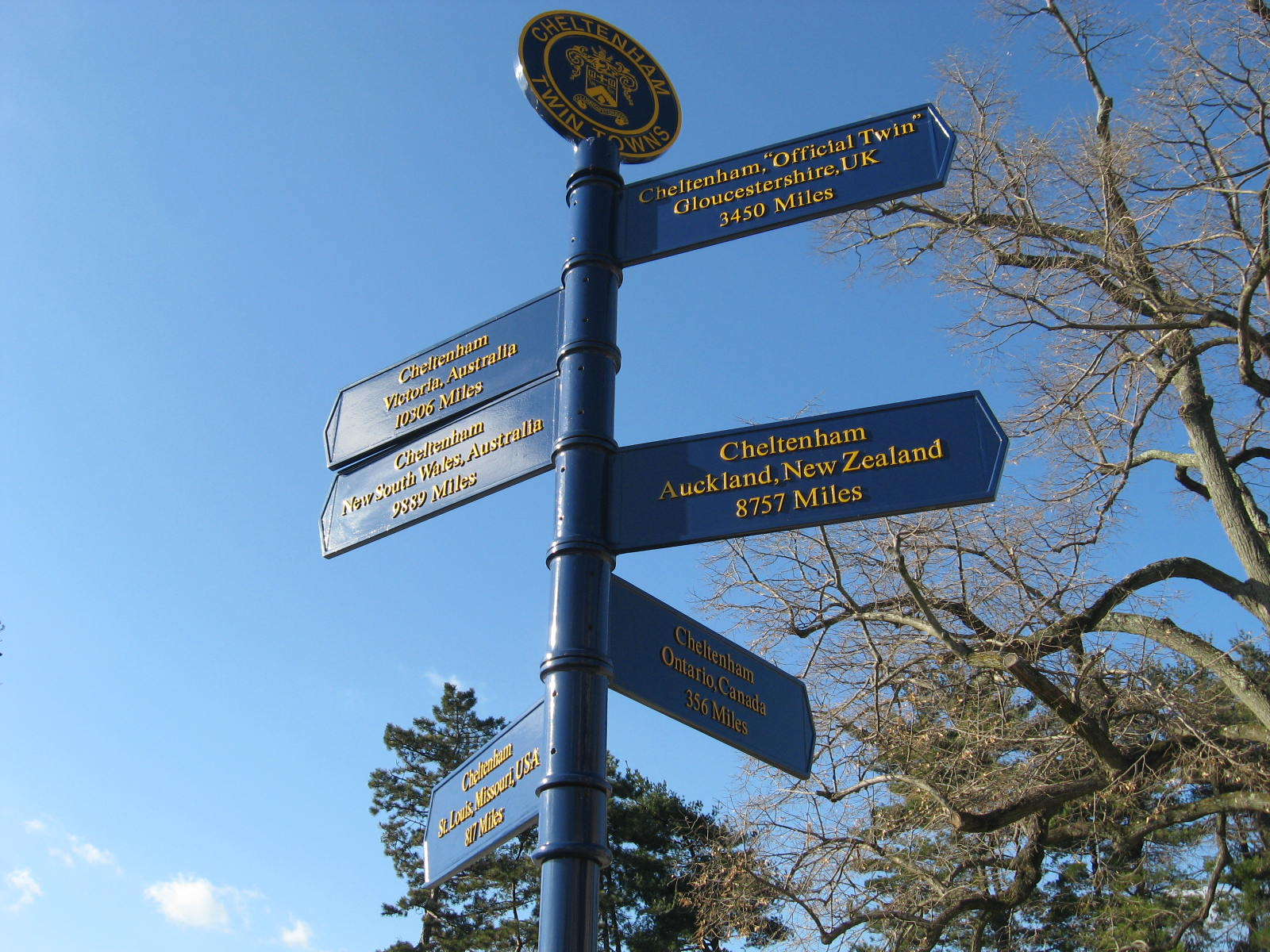
タウンシップ政府ビルのチェルトナム・ツインニング・フィンガーポスト、世界のあらゆる方向を指している

## メディア
- チェルトナムにはパブリック・アクセスのケーブルテレビチャンネルがある
- フォックス放送の番組『'Til Death』はチェルトナムが舞台になっていた。
- 1988年の映画『The In Crowd』は一部がチェルトナム高校で撮影された[25]

## 消防
チェルトナム・タウンシップ消防署は以下のボランティア消防団5つで構成されている
- グレンサイド消防団
- ラ・モット消防団
- エルキンスパーク消防団
- チェルトナム・フックとラダー消防団
- オゴンツ消防団

## 図書館
チェルトナム・タウンシップには4つの図書館がある。イーストチェルトナム・フリー図書館、エルキンスパーク・フリー図書館、ラ・モット・フリー図書館、グレンサイド・フリー図書館の4館である。

## 姉妹都市など
チェルトナムはその名前の由来となったイングランドのチェルトナムと姉妹都市を公式に結んでいる。世界には他にもチェルトナムと名付けられた場所が5か所ある。
- イングランド、チェルトナム、公式の姉妹都市、名前の由来
- ミズーリ州、セントルイス市チェルトナム地区
- カナダオンタリオ州カレドン町チェルトナム地区
- ニュージーランド、オークランドチェルトナム地区
- オーストラリア、ニューサウスウェールズ州、チェルトナム地区（シドニー郊外）
- オーストラリア、ビクトリア州、チェルトナム地区（メルボルン郊外）

## 見どころ

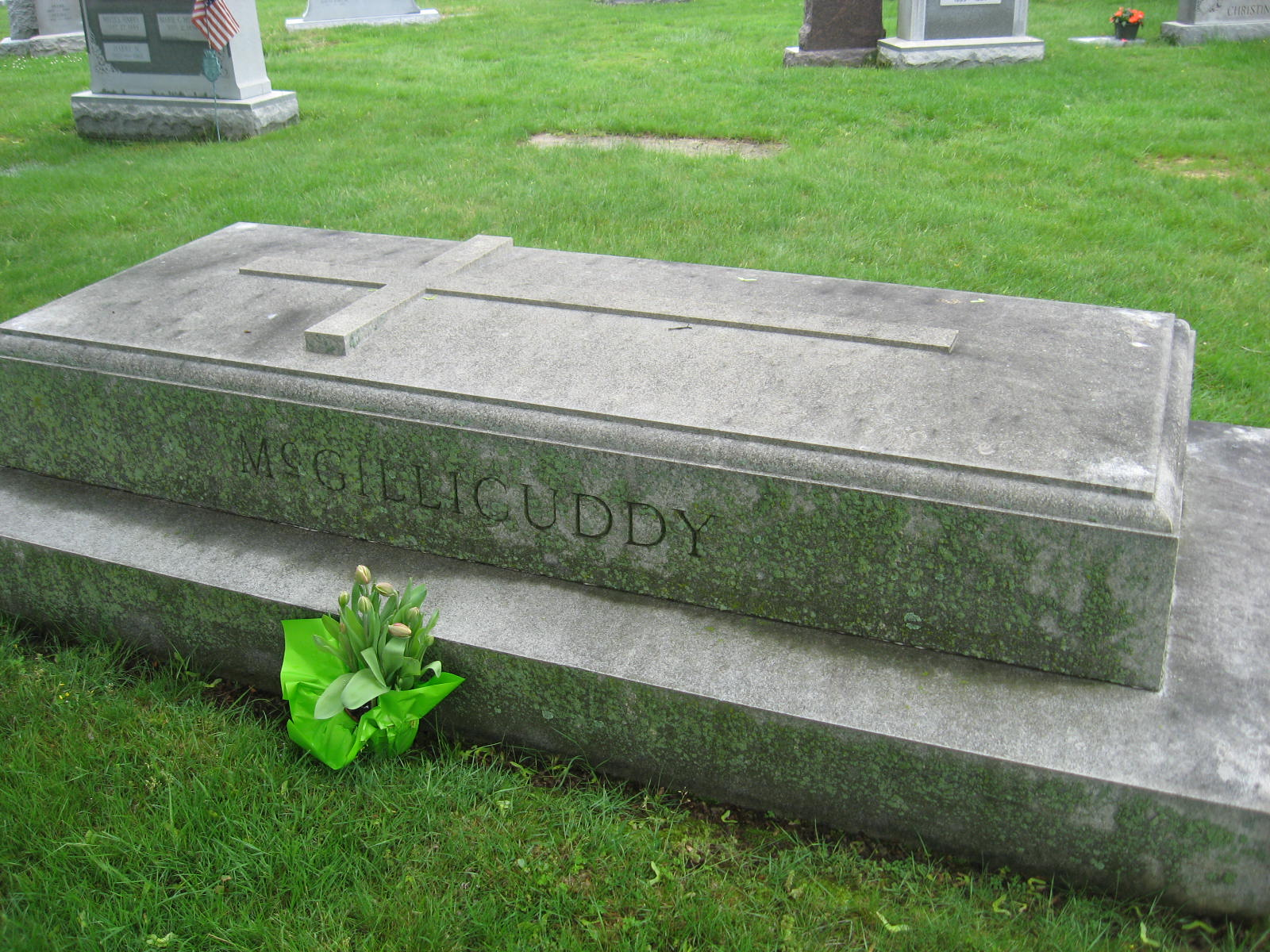
コニー・マックの墓、フィラデルフィア・アスレチックス 監督、アメリカ野球殿堂入り

|    | 名称                                     | 画像 | 場所                                       | 建設年   | 適用                                                                                      |
| -- | ---------------------------------------- | ---- | ------------------------------------------ | -------- | ----------------------------------------------------------------------------------------- |
| 1  | カーティス・ホール樹木園                 |      | 教会道路西1250                             | 1937年   | サイラス・カーティスの元の家屋                                                            |
| 2  | キャンプタウン歴史地区                   |      | ラ・モット                                 | 1860年代 | 地下鉄道の主要停車駅、キャンプ・ウィリアム・ペンがあった                                  |
| 3  | グレイ・タワーズ・キャッスル             |      | グレンサイド                               | 1893年   | 現在はアーカディア大学の一部                                                              |
| 4  | ミルモラル                               |      | 教会道路1150                               | 1905年   | カーティス・ホール樹木園に隣接                                                            |
| 5  | ウォール・ハウス                         |      | エルキンスパーク、ウォールパーク・ドライブ | 1682年   | 州内最古の家屋、州内で2番目に古い建物                                                     |
| 6  | ベス・ショルム・シナゴーグ               |      | オールドヨーク道路8231                     | 1954年   | 著名建築家フランク・ロイド・ライト設計では唯一のシナゴーグ                                |
| 7  | セントポール・エピスコパル教会           |      | オールドヨーク道路                         | 1861年   | チェルトナム住人のジェイ・クックが考えて設計し、後にホレス・トラムバウアーが増築した      |
| 8  | ローランド邸                             |      | アシュバーン道路300                        | 1774年   | ショベル・ショップとも呼ばれる                                                            |
| 9  | グレンサイド記念ホール                   |      | ケスウィック・アベニュー南185              | 1926年   | 第一次世界大戦のベテランを顕彰して立てられ、現在はあらゆる復員兵に向けられている          |
| 10 | エルキンス鉄道駅                         |      | スプリング・アベニュー7879                 | 1898年   | 当初はレディング鉄道が建設                                                                |
| 11 | ジョージ・K・ヘラー学校                  |      | アシュボーン道路                           | 1883年   | 現在はチェルトナム芸術センター                                                            |
| 12 | ヘンリー・ウェスト・ブレイアー・シニア邸 |      | オールドヨーク道路8230                     | 1915年   | 現在はチェルトナム・タウンシップ政府ビル                                                  |
| 13 | ウィンコート歴史地区                     |      | ウィンコート                               | 1896年   | 多くの家屋が地元著名建築家フランク・ファーネスによって設計された。地区内に178の物件がある |
| 14 | ジェンキンタウン・ウィンコート駅         |      | ウィンコート                               | 1872年   | 当初はノース・ペンシルベニア鉄道が建設、ウィンコート歴史地区に属する                      |

### ペンシルベニア州歴史史跡
- キャンプ・ウィリアム・ペン

### その他の史跡
- リンウッド・ホール
- エルキンス荘園
- ホリー・セパルカー墓地